# オレゴン州
座標: 北緯44度00分 西経120度30分 / 北緯44度 西経120.5度

オレゴン州
State of Oregon

州の愛称: ビーバーの州
Beaver State

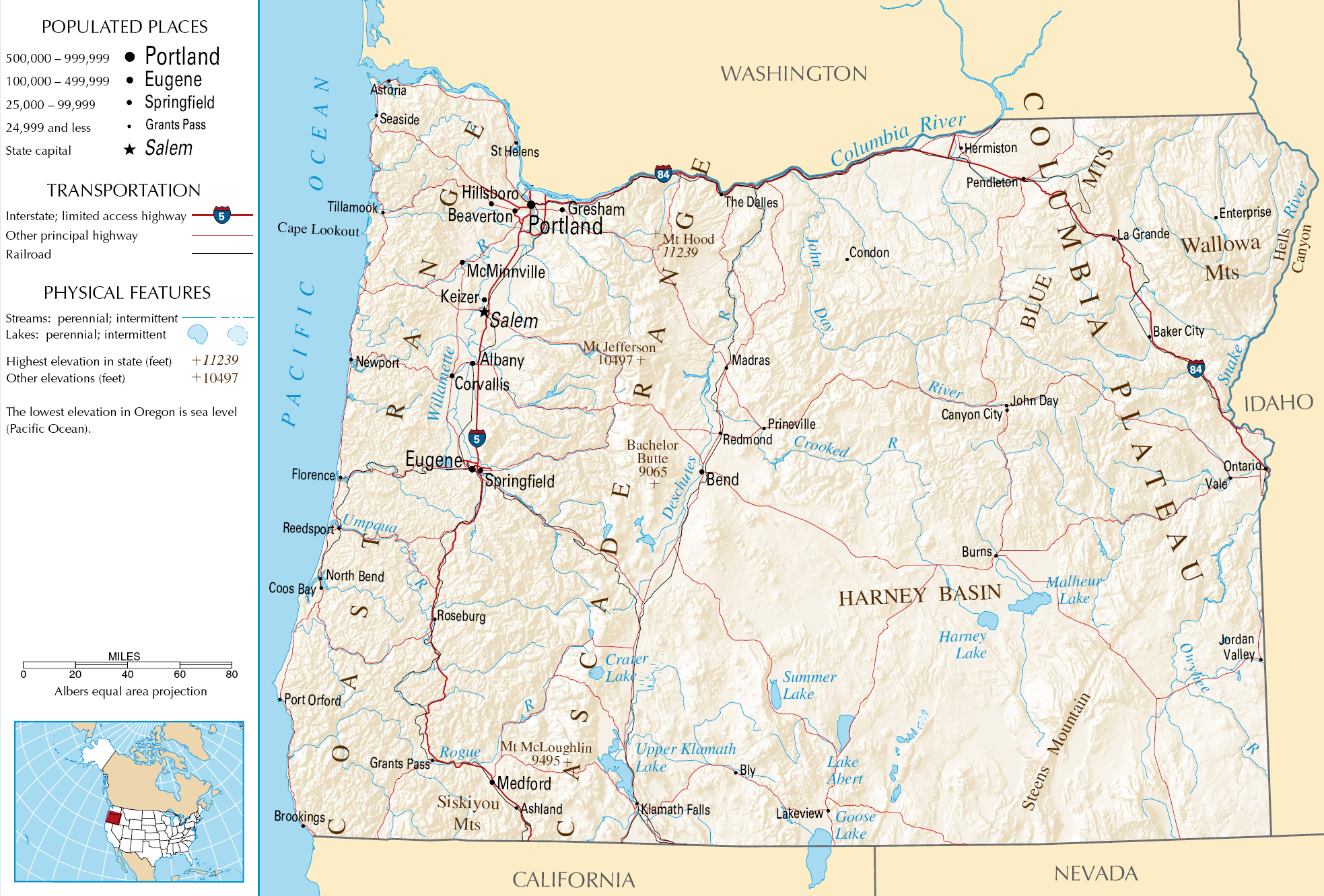
オレゴン州の地図

オレゴン州の海岸線、エコラ州立公園から南を望む。遠景にヘイスタック・ロックが見える。

オレゴン州（オレゴンしゅう、英: State of Oregon）は、北米西海岸に位置するアメリカ合衆国33番目の州。太平洋に沿って北にワシントン州、南にカリフォルニア州と接し、内陸の南東はネバダ州、東はアイダホ州である。北はコロンビア川、東はスネーク川が州境の大半を形作っている。1843年にオレゴン・カントリーの自治的な政府を樹立した交易業者、探検家および開拓者が訪れるまでは、アメリカ・インディアンの多くの部族が住んでいた。1848年にオレゴン準州が設立され、1859年2月14日にアメリカ合衆国33番目の州に昇格した。
オレゴン州の州旗は、表と裏でデザインが異なる。表は州の紋章と33の星を描いているが、これは1859年にオレゴン州が33番目の州に昇格したことを、また幌馬車は開拓時代のオレゴン街道の終着点を意味している。裏には州の獣である金色のビーバーが描かれている。
ワシントン州、カリフォルニア州と共にリベラルな気風で、保守的な中西部に対して「レッドウッド・カーテンの向こう側」と称される。
現代の先進国では珍しい直接民主制によって作られ、州、郡からも独立した地域政府メトロを擁する。
セイラムが州都であり、人口では州内第3位である。人口最多の都市はポートランドである。2020年国勢調査による州人口は420万人以上であり、2010年から10.6%増加した。同年のポートランドの人口は652,503人で全米第25位、その都市圏の人口は2,512,859人で全米第25位、セイラムも含む広域都市圏の人口は3,280,736人で全米第19位である。州西部、ウィラメット川のあるバレーに人口が集中しており、州内の人口上位10都市のうち8都市がこのバレーに入っている。
州内には、多様な景観がある。風に吹き曝される太平洋岸、カスケード山脈のゴツゴツして氷河に侵食された火山、マルトノマ滝など多くの滝、深い常緑樹の森、また州東部の大半でグレートベースンまで拡がる高原型砂漠などである。雨の多い州西部海岸にある背の高いダグラスファーやセコイアの木は、州東半分を覆う火を着けやすい松やジュニパー（セイヨウネズ）の疎らに生えた林と対照的である。州中央から東には半乾燥の灌木地、プレーリー、砂漠、ステップおよび牧草地が拡がっている。標高11,249フィート (3,429 m) のフッド山が州内最高地点である。クレーターレイク国立公園が州内唯一の国立公園である。
| 家庭で話される言語（オレゴン州） 2010 | 家庭で話される言語（オレゴン州） 2010 | 家庭で話される言語（オレゴン州） 2010 | 家庭で話される言語（オレゴン州） 2010 | 家庭で話される言語（オレゴン州） 2010 |
| ------------------------------------- | ------------------------------------- | ------------------------------------- | ------------------------------------- | ------------------------------------- |
|                                       |                                       |                                       |                                       |                                       |
| 英語                                  | 英語                                  |                                       | 85.63%                                | 85.63%                                |
| スペイン語                            | スペイン語                            |                                       | 8.63%                                 | 8.63%                                 |

| 人種構成（オレゴン州） 2010 | 人種構成（オレゴン州） 2010 | 人種構成（オレゴン州） 2010 | 人種構成（オレゴン州） 2010 | 人種構成（オレゴン州） 2010 |
| --------------------------- | --------------------------- | --------------------------- | --------------------------- | --------------------------- |
|                             |                             |                             |                             |                             |
| 白人                        | 白人                        |                             | 78.5%                       | 78.5%                       |
| ヒスパニック                | ヒスパニック                |                             | 11.7%                       | 11.7%                       |
| アジア系                    | アジア系                    |                             | 3.7%                        | 3.7%                        |
| 黒人                        | 黒人                        |                             | 1.8%                        | 1.8%                        |
| インディアン                | インディアン                |                             | 1.4%                        | 1.4%                        |
| 混血                        | 混血                        |                             | 3.8%                        | 3.8%                        |

## 州名の由来

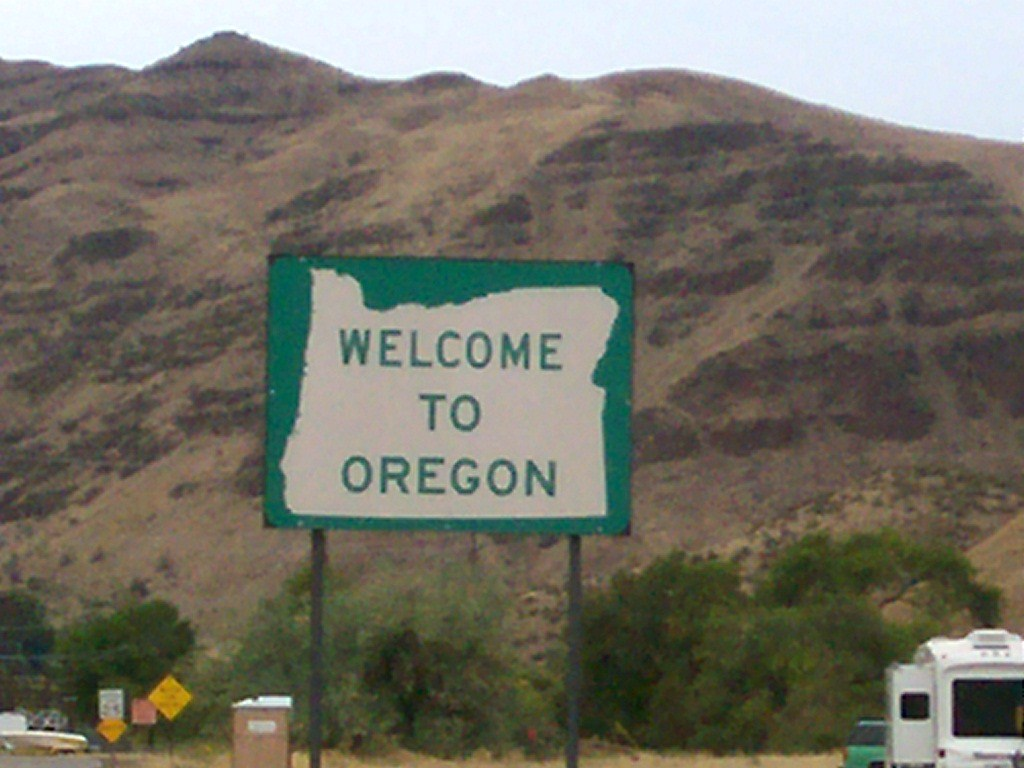
ヘルズ・キャニオンにある歓迎看板

「オレゴン」という名前を最初期に使ったのは、1765年にロバート・ロジャーズ少佐がイギリス王国に宛てた請願書があった。この時の綴りはOuragonとなっていた。この名称は当時は伝説上の西部の川（コロンビア川）のことを指していた。1778年までにその綴りがOregonに変わっていた。ロジャーズの請願書は次のように書かれていた。

その道は...五大湖からミシシッピ川源流に向かい、そこからはインディアンによってオレゴン（Ouragon）と呼ばれる川に向かっていた。

別の説はフランス語のouraganから来たものである。これは「暴風」あるいは「ハリケーン」を意味している。インディアンの伝承にあるコロンビア川下流の強いチヌーク風（コロラドの東部に吹き降りてくる冬の暖かい風で気温を急激に上げるもの）、あるいはグレートプレーンズのチヌーク風をおそらく初めて経験したフランス人の話に基づいて「西部の川」に当てられたものである。当時西部の川はミネソタの西部に始まり、グレートプレーンズを通って西に流れると考えられていた。
詩人ホアキン・ミラーは1904年発行の雑誌「サンセット」で、オレゴンの名前の由来を以下のように説明している。

オレゴンという名前は「オレイラグア（Aure il agua）」が音声的に詰まって、「オラグア（Oragua）」「オラゴン（Or-a-gon）」「オレゴン（Oregon）」と変わってきたものであり、おそらく最初はファラロン諸島にその上官の名前を付けたポルトガルの航海者によって名付けられた。逐語的に訳すれば大体小さな滝を意味している。「これが水域だ。コロンビア川を遡り、フッド山の雲から落ちてくる水の音を聞き感じるべきだ。「オレイラグア（Aure il agua）」すなわちオレゴンの完全な意味を理解するために」
書籍『オレゴンの地名』（Oregon Geographic Names）で「最も信憑性有る説明」と後押しされた説は、地名学者ジョージ・R・ステュワートが雑誌『アメリカン・スピーチ』に載せた記事である。ステュワートに拠れば、オレゴンという名前は18世紀初期に発行されたフランスの地図で活字を入れた者の誤りから生まれたというものである。この説ではウィスコンシン川（Ouisiconsink）がOuaricon-sintという綴りで二行書きされ、西に流れる川がOuariconと呼ばれるように見えた。
オレゴン観光委員会（トラベル・オレゴンとも呼ばれる）に拠れば、現在のオレゴン州人（英: Oregonians、[ˌɒrɪˈɡoʊniənz]）は、州名をオラガン（OR-UH-GUN）と発音し、決してオリゴン（OR-EE-GONE）とは発音しない、とのことである。
オレゴン・ダックスの元クォーターバック、ジョイ・ハリントンが2002年のドラフトでデトロイト・ライオンズに指名された後、ORYGUNと書かれたステッカーを記者達に配り、出身の州名の発音方法を覚えて貰おうとした。このステッカーはオレゴン大学書店で売られており、「我々の州名の発音をこのように面白おかしく言う者を放り出すオレゴン州人とオレゴンを愛好する者へ」という意味のジョークとして綴られたものとしている。

## 歴史

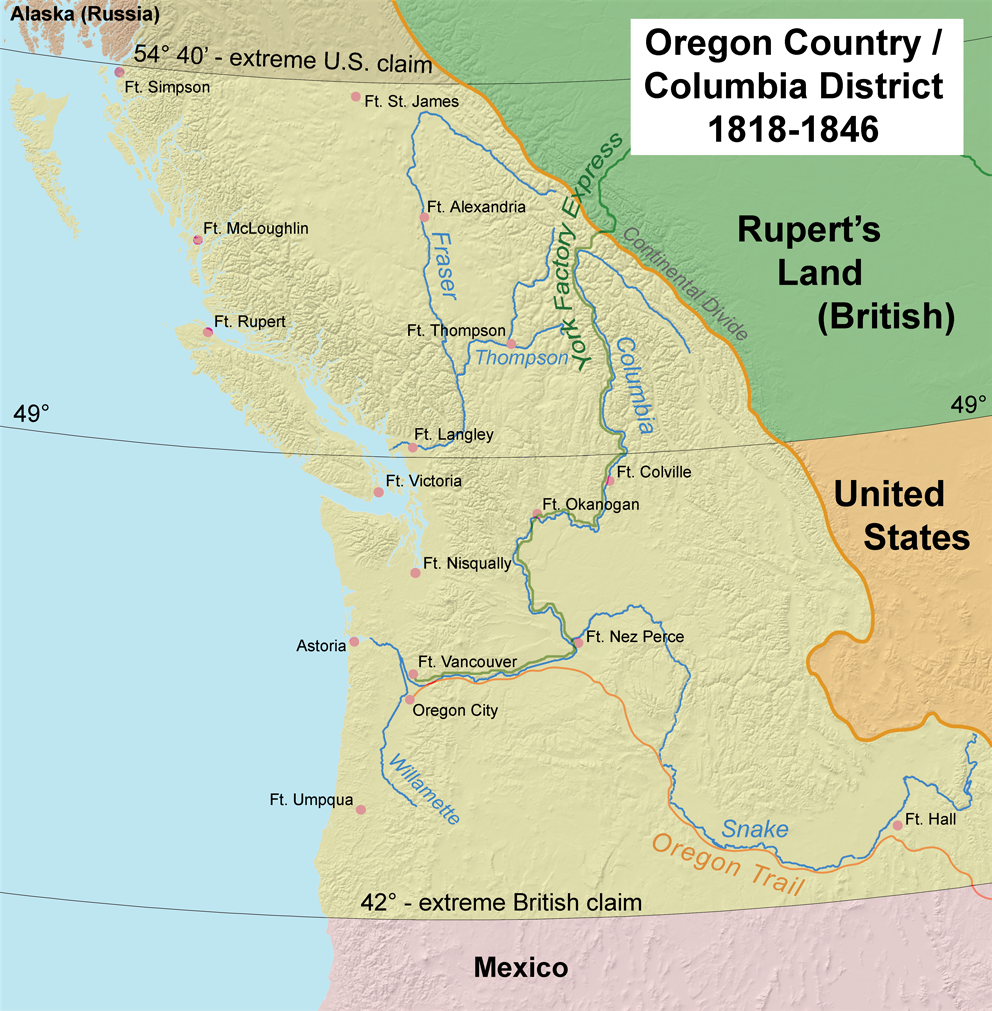
オレゴン・カントリーの地図

少なくとも15,000年前から、オレゴンには人類が居住していた。16世紀には既にオレゴンに関する記録が残されている。18世紀後半、イギリスのジェームズ・クックがオレゴン沿岸部を航海した。1818年には、イギリスと合衆国がオレゴン・カントリーを共同保有することを定めた。本格的な開拓は1830年代に進み、オレゴン街道を経て東部から多くの入植者がやってきた。1846年の協定によってオレゴンを分割、現在のカナダとの国境線で両国の境界を定めた。ただし、1853年にオレゴンからワシントンが分離したため、現在のオレゴンの州境はカナダ国境ではない。1859年にオレゴンは州に昇格し、現在では380万人以上が住んでいる。

### 最初期の住人
太平洋岸北西部に人類が住むようになったのは15,000年前であり、レイク郡のフォートロック洞穴やペイズリー洞穴で人類の最古の痕跡が見つかっている。考古学者ルーサー・クレスマンはフォートロック洞穴で見つかった物質を13,200年前のものとした。紀元前8000年までにオレゴンの全体に入植地があり、コロンビア川下流、西部のバレーおよび海岸入江付近に人口が集中していた。

### ヨーロッパ人の探検
16世紀までにバンノック族、シャスタ族、チヌーク族、カラプーヤ族、クラマス族、モララ族、ネズ・パース族、タケルマ族およびウンプクア族など多くのインディアン部族がオレゴンに住んでいた。
オレゴンを最初に訪れたヨーロッパ人は1543年に太平洋岸沖からオレゴン南部を望んだスペイン人探検家達だった。1778年までヨーロッパ人が戻って来ることは無かったが、この年イギリス人ジェームズ・クックが海岸を探検した。18世紀後半と19世紀初期にはフランス系カナダ人の罠猟師達と伝道師達がオレゴン東部に到着した。その証拠として州東部にはフランス語起源の地名が多く残されている。

### アメリカ合衆国の西部進出
1805年、ルイス・クラーク探検隊は北西航路を探索する意味もあってオレゴン地域を旅した。コロンビア川河口近くにクラットソップ砦と呼ぶ冬季宿営地を建設した。イギリス人探検家デビッド・トンプソンも陸路の探検を行った。
1811年、北西会社のデビッド・トンプソンがコロンビア川全体を航行した最初のヨーロッパ人になった。その途中、スネーク川との合流点でこの地域がイギリスと北西会社の所有になることを記す杭を立てた。トンプソンはモントリオールに戻ったときに、その地域に毛皮採取用動物が豊富にいることを宣伝した。
1811年にはまたニューヨーク市出身のジョン・ジェイコブ・アスターが出資して、パシフィック毛皮会社の西部拠点としてコロンビア川河口にアストリア砦（現アストリア (オレゴン州)）を建設させた。これがオレゴンにおけるヨーロッパ人の恒久的開拓地としては最初のものになった。
1812年からの米英戦争で、イギリスはパシフィック毛皮会社の拠点全てを支配下に置いた。1818年の条約ではイギリスとアメリカがロッキー山脈の西、太平洋までの地域を協同で管理することが決められた。1820年代と1830年代にはハドソン湾会社がバーンクーバー砦（1825年にジョン・マクローリンが建設）にあるコロンビア地区本社から太平洋岸北西部を支配した。バンクーバー砦は現在のオレゴン州ポートランドからコロンビア川を挟んで対岸（ワシントン州）にある。

1841年、熟練した罠猟師で事業家のユーイング・ヤングが死に、かなりの資産を残したが相続人が居らず、遺言を執行する仕組みも無かった。ヤングの葬式後に行われた集会で、資産を管理する組織が提案された。ジェイソン・リーのメソジスト宣教師団に属するアイラ・バブコック博士が最高判事に選ばれた。バブコックは1842年にシャンプーイー（リーの宣教所とオレゴンシティの中間にあった）で2度の集会を開き、当時関心のあったオオカミなどの動物について議論した。これらの集会が1843年の全市民集会の前身となり、デビッド・ヒル、アランソン・ビアーズおよびジョセフ・ゲイルが作り上げた執行委員会が主宰する暫定政府の形を取った。この政府はオレゴン・カントリーでは最初の公的な政府となり、その後アメリカ合衆国政府によって取り込まれることになった。
1841年にはまた、ハドソン湾会社の知事ジョージ・シンプソン卿が会社の長い間の方針だった入植を奨励しないということを止めた。その方針では儲かる毛皮貿易に障害になるからだった。シンプソンはコロンビア地区を維持しようとする中で、バンクーバー砦近くのハドソン湾会社農場にレッドリバー・コロニーの開拓者200名程を移すよう指示した（ジェイムズ・シンクレア遠征隊）。
1842年から1843年に掛けてからは、オレゴン・トレイルを通って新しく多くのアメリカ人開拓者がオレゴン・カントリーに入ってきた。ある時期にはイギリスとアメリカが直前75年間で3度目の戦争に突き進む情勢にもなったが、1846年のオレゴン条約によって国境問題が平和的に解決された。アメリカ合衆国とイギリス領北アメリカの国境は北緯49度線に設定された。1848年にはオレゴン準州が公式に組織化された。
1850年の寄贈土地所有権法とインディアンのオレゴンにあるインディアン居留地への強制移住によって、開拓地が増加した。

### 州昇格後
オレゴンは1859年2月14日にアメリカ合衆国の州に昇格した。奴隷制問題に関する議論を避ける地として設立されていたので、その最初の州憲法には「白人のみ」という条項があった。
南北戦争が勃発したとき、アメリカ陸軍の正規部隊がこの地から撤退し東部に派遣された。カリフォルニア州で徴兵された志願兵の騎兵隊が北のオレゴンに派遣され、住民の平和と保護にあたった。オレゴン第1騎兵隊は1865年6月まで任務に就いていた。
1880年代、鉄道が発展して、州内の木材や小麦の市場が成長し、都市も急速に成長した。

### 20世紀と21世紀
1902年、オレゴン州はオレゴン・システムと呼ばれる発議権と住民投票を通じた州民による直接民主制を導入した。オレゴン州の住民投票には政治的に保守的な提案も多いが、州内の政治思想の多様性を反映して、リベラルなものも含まれている。
1933年から1937年にコロンビア川に建設されたボンネビル・ダムが完工した後は製造業が発展を始めた。水力発電、食品および木材が西部の発展に寄与したが、アメリカ合衆国建設業界の周期的な浮き沈みによって州経済は何度も苦しい時代を味わった。
1942年、アメリカ西岸部にいた潜水艦 伊-25から発進した零式小型水上偵察機がオレゴン州上空に到達し、4個の76 kg焼夷弾を森林の中に投下した。
この1942年9月のオレゴン州に対する2度にわたる攻撃は、アメリカ合衆国本土に対する史上唯一の航空機による爆撃である。

## 地理
| 公園または地域                           | 場所 |
| ---------------------------------------- | --- |
| クレーターレイク国立公園                 | オレゴン州南部 |
| ジョン・デイ・フォッシルベッズ国立保護区 | オレゴン州東部 |
| ニューベリー国立火山保護区               | オレゴン州中部 |
| カスケード・シスキュー国立保護区         | オレゴン州南部 |
| オレゴン・ゲイブズ国立保護区             | オレゴン州南部 |
| カリフォルニア・トレイル                 | オレゴン州南部、カリフォルニア州 |
| バンクーバー砦国立歴史史跡               | オレゴン州西部、ワシントン州 |
| ルイス・クラーク国立歴史の道             | イリノイ州、ミズーリ州、カンザス州、アイオワ州、ネブラスカ州、サウスダコタ州、 ノースダコタ州、モンタナ州、アイダホ州、オレゴン州、ワシントン州 |
| ルイス・アンド・クラーク国立州立歴史公園 | オレゴン州西部、ワシントン州 |
| ネズ・パース国立歴史公園                 | モンタナ州、アイダホ州、オレゴン州、ワシントン州                                                                                                |
| オレゴン・トレイル                       | ミズーリ州、カンザス州、ネブラスカ州、ワイオミング州、アイダホ州、オレゴン州                                                                    |

オレゴン州の地形はおおまかに以下の8つの地域に区分される。
- オレゴン海岸、太平洋海岸山脈の西側
- ウィラメットバレー
- ローグ・バレー
- カスケード山脈
- クラマス山脈（英語版）
- コロンビア川台地
- オレゴン・アウトバック
- ブルー山脈、ベースン 及び山脈地域

オレゴン州西部の山岳部にはフッド山、ジェファーソン山、スリー・シスターズ、マザマ山などアメリカ合衆国でも最も著名な山が4つある。これらの山はプレートテクトニクス理論で挙げられるプレートの1つ、ファンデフカプレートの火山活動で形成されたものであり、この地域に火山活動や地震の脅威を与え続けている。最近の主要な活動としては1700年のカスケード地震があった。ワシントン州のセント・ヘレンズ山が1980年に噴火しており、オレゴン州からも視認できた。
オレゴン州の北側州境の大半を形成するコロンビア川もこの地域の地質的変化に大きな役割を果たしてきており、また経済や文化の発展にも貢献してきた。コロンビア川は北アメリカでも最大級の川であり、オレゴン州南部のクラマス川と共にカスケード山脈を横切る2つの川の1つである。約15,000年前、ミズーラ洪水が起こった時期にコロンビア川はオレゴン州の大半に何度も溢れた。ウィラメットバレーの今日ある肥沃さはこれら洪水のお陰である。セリロ滝など川の一部ではサケが豊富に生息し、数千年の間経済活動の中心だった。20世紀にコロンビア川には多くの水力発電用ダムが建設され、これがサケの生息、輸送と商業、電力および洪水制御に大きな影響を与えてきた。
オレゴン州はフロンティアの本来の意味である未開の地にふさわしい、海岸山脈の温帯雨林から南東部の不毛な砂漠までの多様な景観を含む州である。
オレゴン州は南北の最長部で295 マイル (475 km)、東西の最長幅で395 マイル (640 km) ある。陸地及び水域を合わせて、オレゴン州は98,381 平方マイル (255,026 km2) にもおよぶ、アメリカ合衆国国内で9番目に大きな州である。
最高地点は標高11,239 フィート (3,428 m) のフッド山山頂である。最低地点は太平洋の海面である。カスケード山脈や東部の高地が存在するため、州内の平均の高さは3,300 フィート (1,000 m) である。
クレーターレイク国立公園はオレゴン州唯一の国立公園であり、水深1,943 フィート (592 m) とアメリカ合衆国内で一番深い湖であるクレーター・レイクがある。オレゴン州はD川が世界最短の川であると主張しているが、モンタナ州も同様にロック川が世界最短と主張している。州内には面積452平方インチ (0.292 m2) と世界最小の公園であるミル・エンズ公園がある。オレゴン州の地理重心はアメリカ合衆国の大陸48州の中で最も西にある。ただし。最西端はワシントン州にある。
ビッグ・ホール、ホール・イン・ザ・グラウンド、フォートロックなどの古代の火山活動で生成された単成火山群が、中南部に位置するレイク郡に存在している。
州東部のマルール国有林の下生えに世界最大の単一有機物といわれるキノコ類 Armillaria solidipes が生息している。

オレゴン州の景観
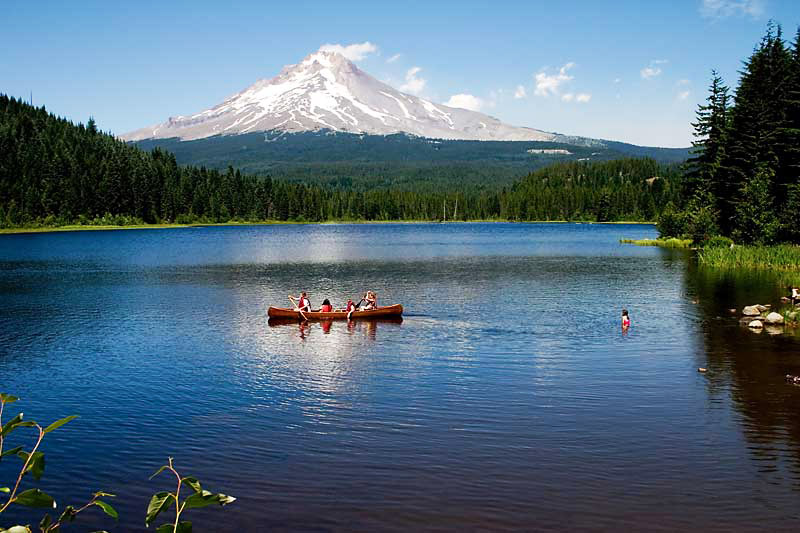
フッド山、前景はトリリウム湖
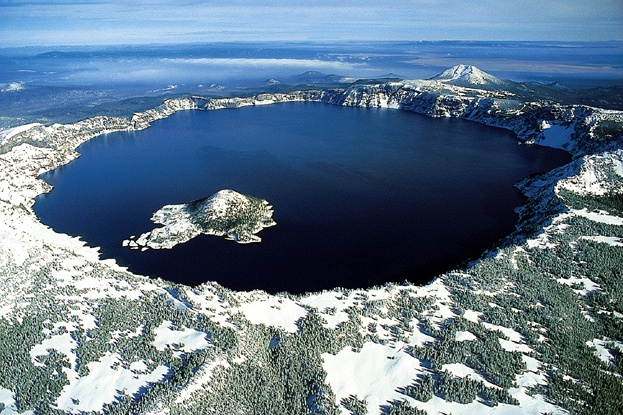
クレーターレイクの空中写真
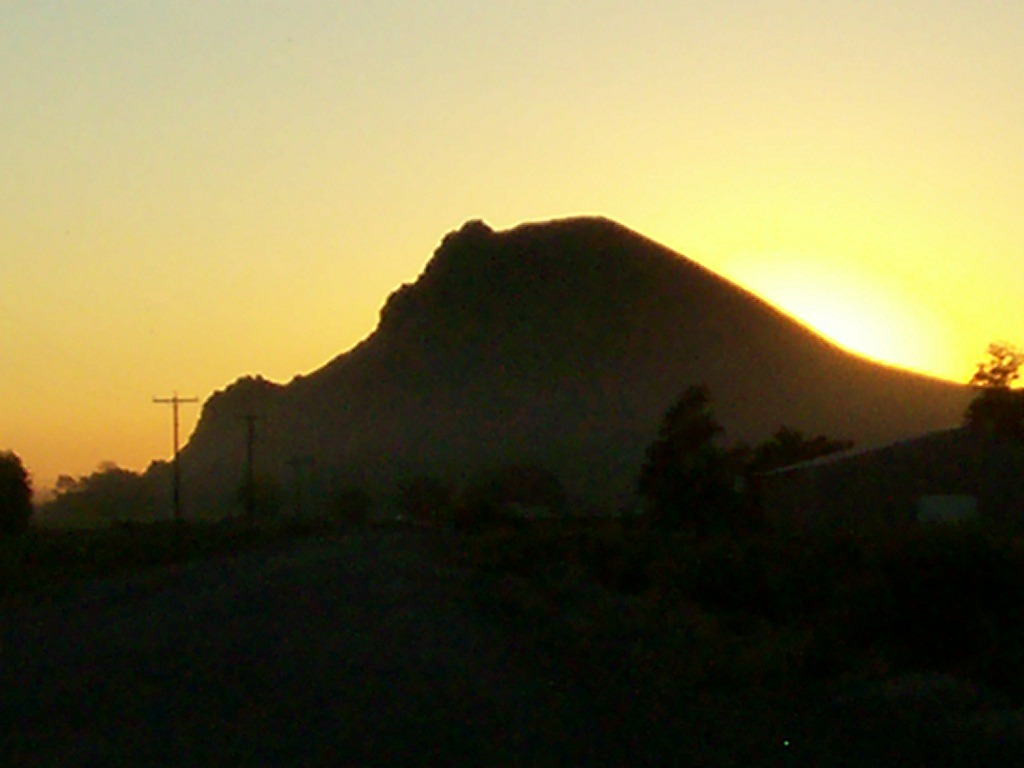
オンタリオ近くの火山性噴石丘、マルヒュア・ビュートの夕陽
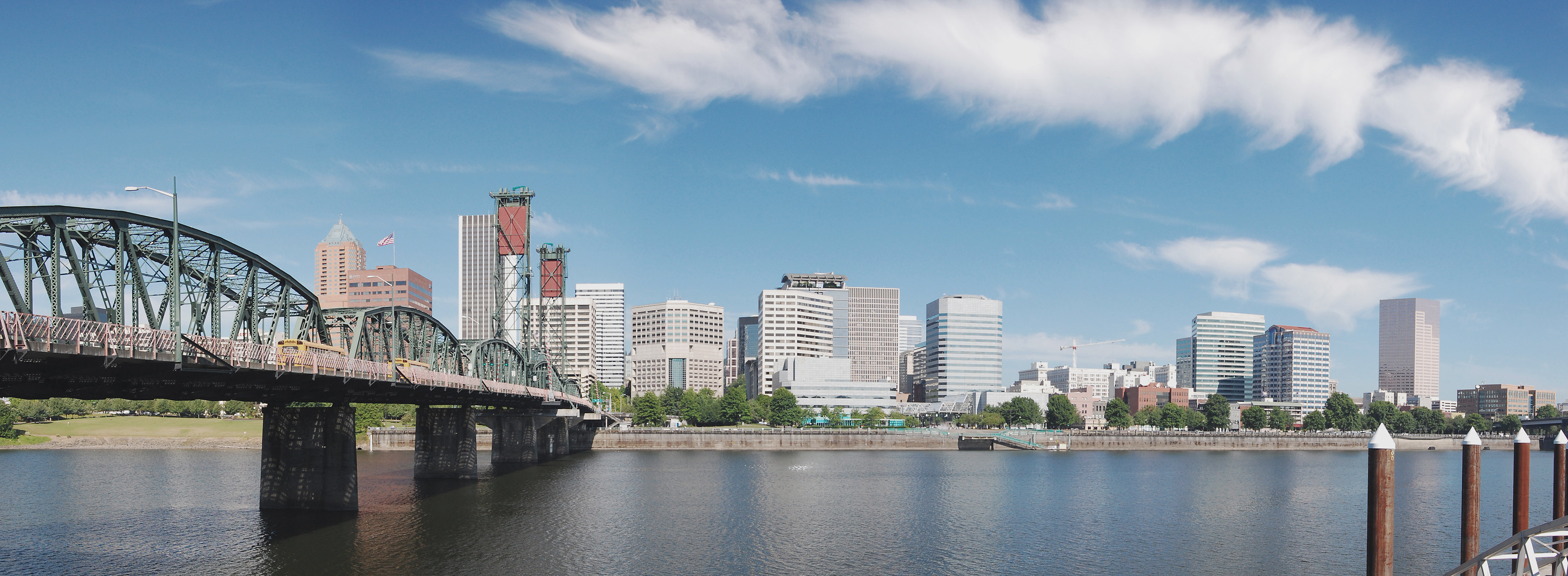
ポートランド
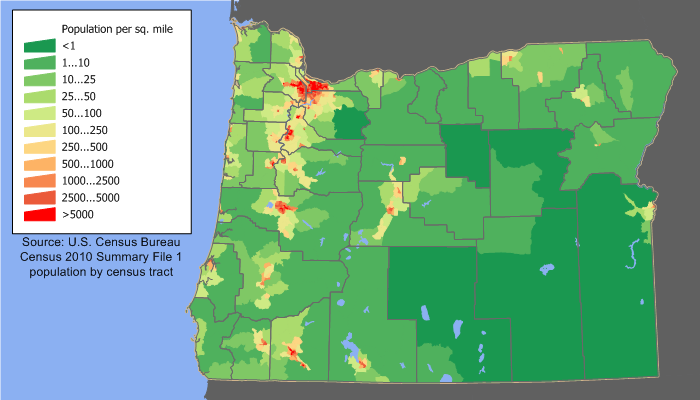
人口密度図
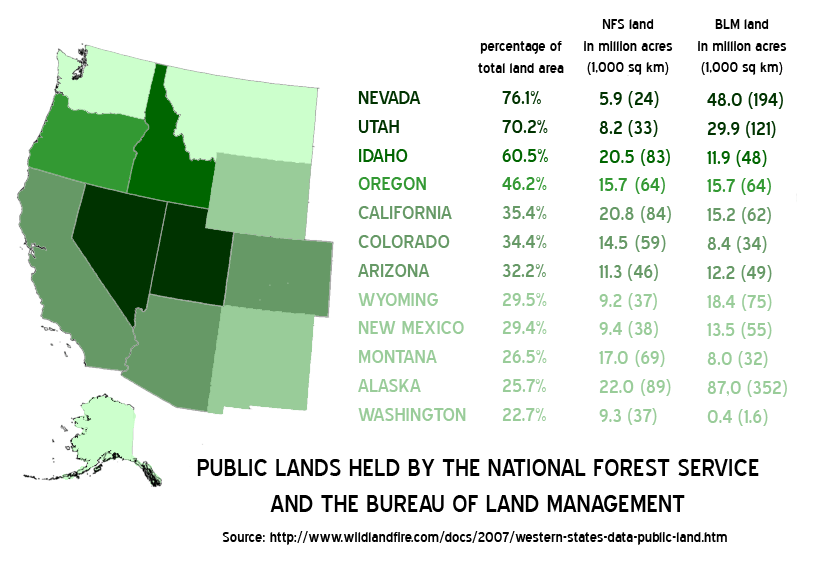
オレゴン州の土地の半分近くはアメリカ合衆国森林局と土地管理局が所有している
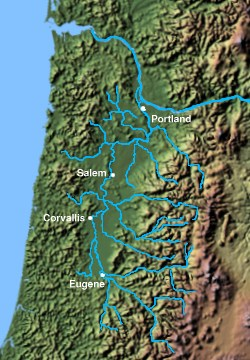
ウィラメットバレー流域

### 主要な都市及び町
| 都市                    | 人口 （人、2020年国勢調査） |
| ----------------------- | --------------------------- |
| 1. ポートランド         | 652,503                     |
| 2. ユージーン           | 176,654                     |
| 3. セイラム             | 175,535                     |
| 4. グレシャム           | 114,247                     |
| 5. ヒルズボロ           | 106,447                     |
| 6. ベンド               | 99,178                      |
| 7. ビーバートン         | 97,494                      |
| 8. メドフォード         | 85,824                      |
| 9. スプリングフィールド | 61,851                      |
| 10. コーバリス          | 59,922                      |
| 11. オールバニ          | 56,472                      |
| 12. タイガード          | 54,539                      |

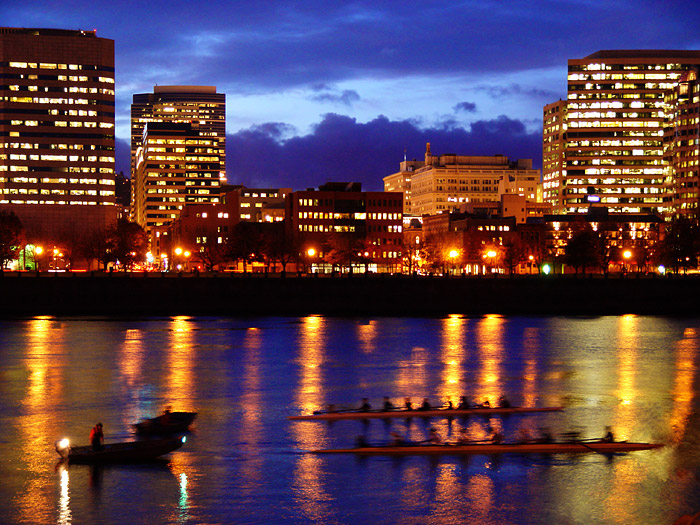
ポートランド

オレゴン州の人口は大部分がウィラメットバレーを含む州西部に集中している。南のユージーン（オレゴン大学がある）からコーバリス（オレゴン州立大学がある）と州都セイラムを経て、北の最大都市ポートランドまで都市が並んでいる。
人口最大の都市はポートランドである。次いでユージーンが第2位である。
コロンビア川河口にあるアストリアは、現在の形のアメリカ合衆国のロッキー山脈より西では最初の恒久的な英語を話す開拓地だった。オレゴン・トレイルの終点だったオレゴンシティはオレゴン準州で最初の法人化都市であり、1848年から1852年まで州都だったが、その後州都はセイラムに移された。ロッキー山脈の西部で設立された初めての公立図書館（当時の所蔵数は300冊）がある場所でもある。州地理重心に近いベンドはアメリカ合衆国の中でも人口成長率の高い都市圏10傑に入っている。州南部ではメドフォードが急速に成長している都市圏であり、州内で3番目に乗降客の多いローグバレー国際メドフォード空港がある。その南、カリフォルニア州との州境近くにはアシュランドがあり、トニー賞を受賞したオレゴン・シェイクスピア・フェスティバルが開催されている。

### 気候
オレゴン州の特に西部は太平洋に大きく影響されている。その気候は温暖であるが、極端に暑かったり寒かったりする期間があり、州の他の地域に影響している。州の人口重心がある西部は適度に湿気があり温暖だが、人口の少ない中部と東部の高原型砂漠はかなり乾燥している。過去最高気温は1898年8月10日にペンドルトンで 119°F (48℃) が、過去最低気温は1933年2月10日にセネカで −54°F (−47℃) が記録された。

## 法と政府

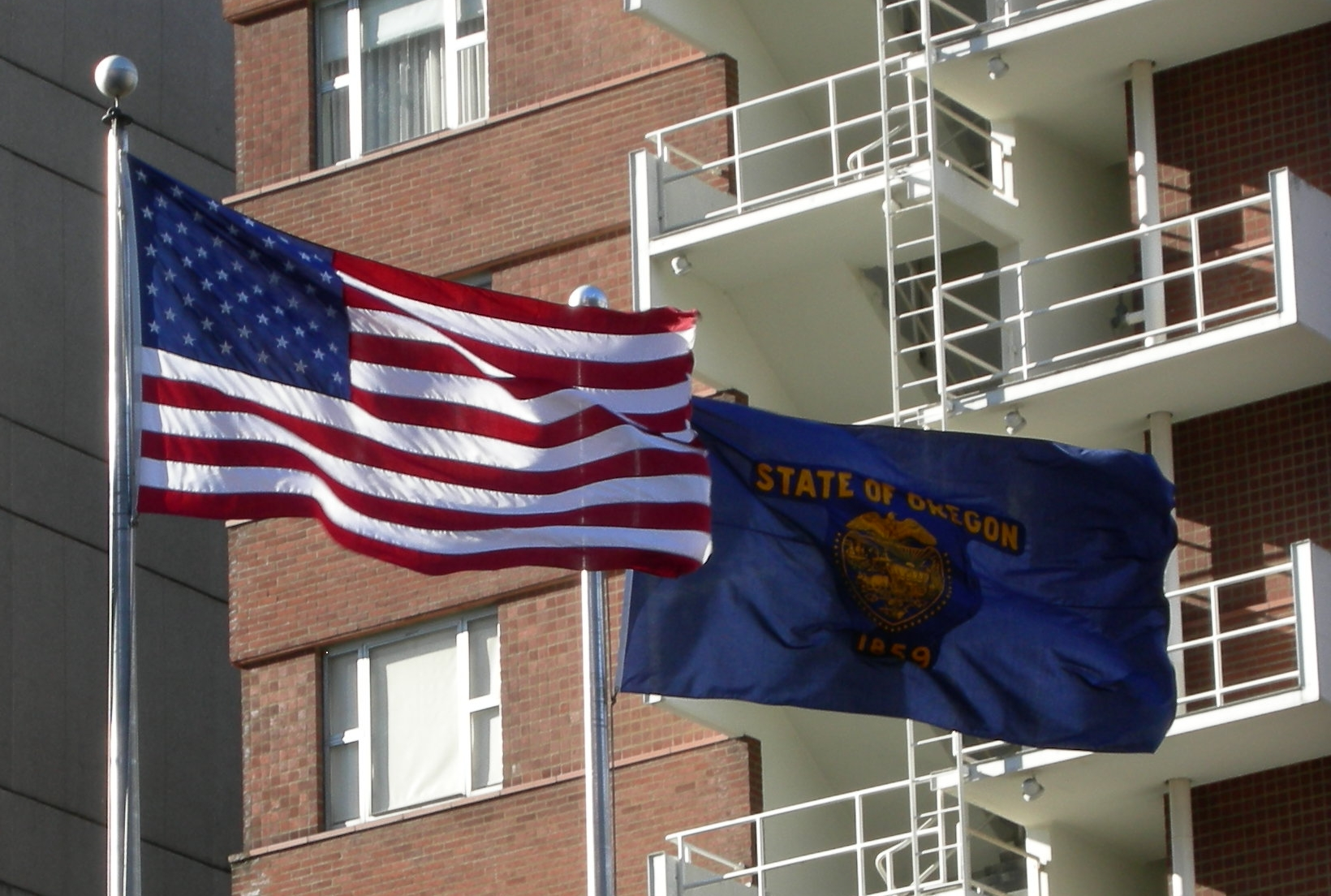
ポートランド中心街に掲揚されているアメリカ合衆国国旗とオレゴン州旗

1839年に書かれたオレゴン・カントリーの著作『太平洋の共和国』の著者は、この領土が独立した共和国になると予言した。その4年後の1843年、ウィラメットバレーの開拓者達は共和国政府の樹立を住民投票で可決した。オレゴン・カントリーは1848年8月13日にアメリカ合衆国に併合され、準州政府が樹立されるまで、その政府が機能し続けた。1859年2月14日にはオレゴン準州が州に昇格した。

### 州政府
オレゴン州政府は連邦政府と同様に州憲法に規定される三権分立の形を採っている。
- 立法府、両院制のオレゴン州議会
- 行政府、主席行政官としての州知事と管理部門で構成されている
- 司法府、オレゴン州最高裁判所長官を筆頭にしている

オレゴン州知事は4年任期であり、連続して2期までに制限されているが、生涯を通じた任期制限は無い。副知事は置いていない。知事が不在の場合、州憲法第5章第8節Aに従いオレゴン州務長官が筆頭継承者となっている。その他州全体に関わる役職としては、州財務官、検事総長、監督総監および労働長官がいる。2年任期のオレゴン州議会では、上院に30人、下院に60人の議員が居る。オレゴン州最高裁判所は7人の選出された判事がいる。この中にはゲイを表明した判事2人が含まれている。判事は互選で6年任期の長官を選んでいる。オレゴン州最高裁判所の判決を覆したり修正したりできるのはアメリカ合衆国最高裁判所のみである。
オレゴン州議会の会期を2年制から毎年のものに変更するかの議論がオレゴン州政界で長く続いているが、有権者は市民の議員からプロの法律作成者に移行することに抵抗している。オレゴン州予算は2年ごとに作成されており、消費税は無く、その歳入は大部分が所得税に頼っている。このために予算不足あるいは過剰になることが多い。最近の経済不況から来る予算不足に対応するために特別会期を招集しなければならず、より頻繁な会期設定の必要性が問題になっている。2010年に成立したオレゴン発議71号は、オレゴン州議会に毎年会期を開き、奇数年は160日、偶数年は35日の議論を行うよう義務付けている。

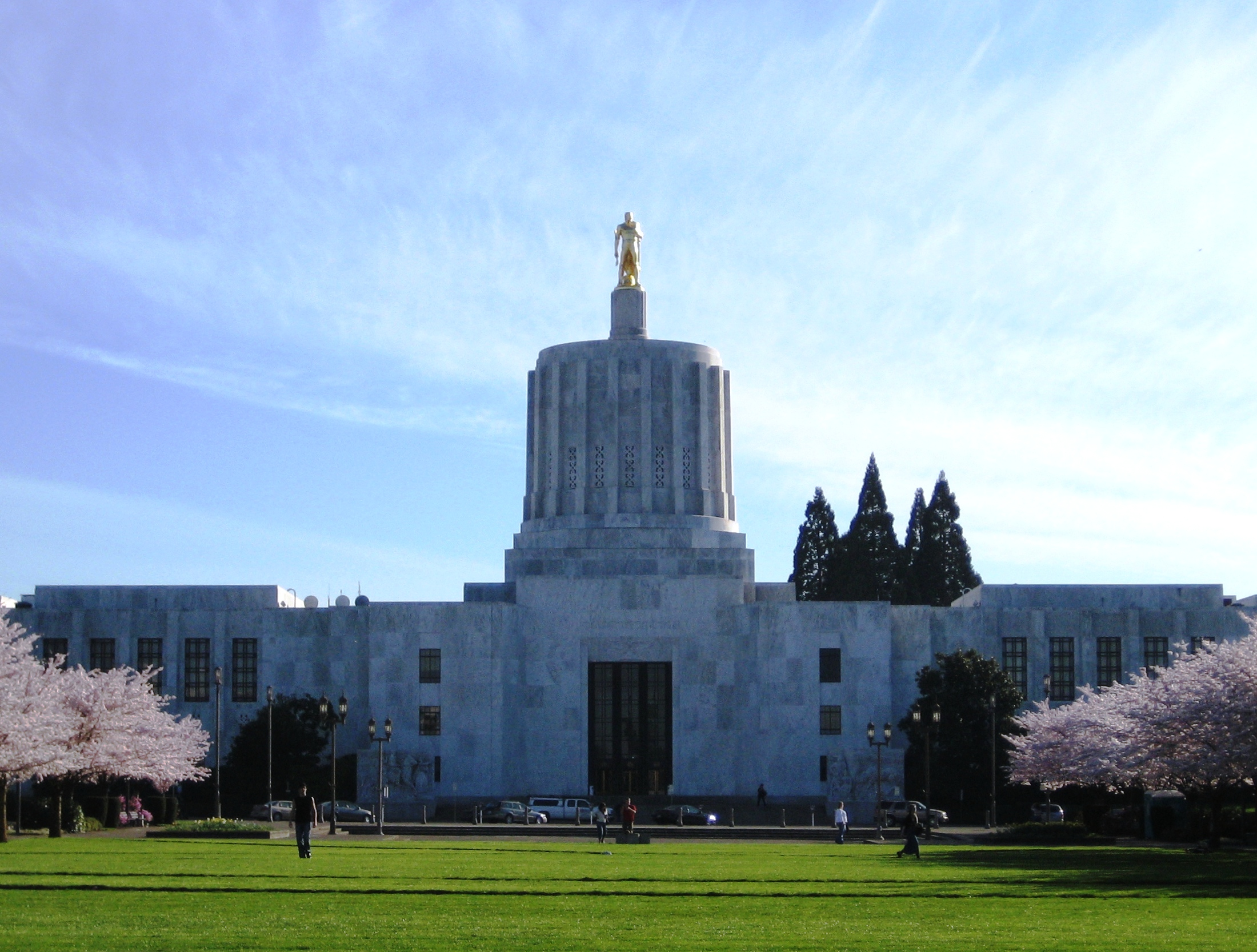
オレゴン州議会議事堂

オレゴン州人は1988年以降のアメリカ合衆国大統領選挙で民主党候補者を選んできている。2004年と2006年には民主党が州上院と下院を制した。1990年代後半以降、アメリカ合衆国下院には民主党議員4人と共和党議員1人を送り出している。2009年以降、州選出のアメリカ合衆国上院議員は2人とも民主党員である。州知事選挙では1986年以降民主党候補者が選ばれており、最近では2010年に民主党のジョン・キッツハーバーが共和党のクリス・ダドリーに勝利した。
民主党の基盤はほとんどがウィラメットバレーにある都市化された地域に集中している。カスケード山脈より東の面積では3分の2の地域は通常共和党支持である。2000年と2004年、共和党候補者のジョージ・W・ブッシュがこの地域の郡全てを制した。しかし、この地域には人口が少なく、州全体で集計される場合にはウィラメットバレーの人口の多い郡での結果が支配的になっている。
オレゴン州の政治は、都市部と田園部の間の問題など、北隣のワシントン州とよく似ている。
2002年の一般選挙で、オレゴン州の有権者は、消費者物価指数で測られるインフレ率に従い毎年自動的に最低賃金を引き上げるという住民投票案件を承認した。2004年の一般選挙で、同性の結婚を禁止する住民投票案件を承認した。また、土地利用の規制を制限する住民投票案件も承認した。2006年の一般選挙で、土地収用法の使用を制限し、州の処方箋薬の補償を延長した。
アルコール飲料の配布、販売および消費はオレゴン州酒類統制コミッションによって規制されているので、アルコール飲料統制州である。ワインとビールはほとんどのグロサリーストアで入手できるが、アルコール分の高い酒類は手に入りにくい。
2011年3月、公共空間（主に道路とその周辺）の清潔度について全体的有効性と質を評価され、アメリカ州ゴミ評価表で上位7州の中に位置付けられた。
オレゴン州では1973年、アメリカ国内で初めてマリファナ（大麻）が非犯罪化された伝統を守り、2020年11月3日に行われた州の住民投票で、LSDやマジックマッシュルーム、MDMAの他、一般的なハードドラッグも含む、多くの薬物の少量所持が非犯罪化される法案（第110法案)が、可決され、国内における麻薬戦争に終止符をうち始めた。麻薬中毒を１５年間で半分に減らしたポルトガルほどではないが、オレゴン州内での少量の違法薬物所持については、法案110の可決にともない、認定薬物アルコールカウンセラーのもとで健康診断を受けるか、罰金100ドル（約10,512円）を収めるかのいずれかに問われる。また薬物依存者の治療や支援のための予算が拡充される。同じ住民投票で、別の法案である、シロシビンマッシュルームサービスプログラム（第109法案)も可決された。ハードドラッグを含む多くの薬物の非犯罪化も、シロシビンマジックマッシュルームサービスの合法化も、州レベルとして可決するのは全米で最初である。

### 連邦政府との関係
オレゴン州は他の州と同様、アメリカ合衆国上院に2人の議員を送っている。また下院には1980年以降5人の議員を送っている。
オレゴン州が州に昇格した後、下院には1人の議員（ラファイエット・グローバー）を送り、1か月に満たない第35議会に参加した。その後1890年、1910年、1940年および1980年に議席数が1つずつ増えてきた。
アメリカ合衆国地区裁判所オレゴン地区が州内の連邦案件を審理している。ポートランド、ユージーン、メドフォード、およびペンドルトンの4か所に裁判所がある。ポートランドには連邦倒産裁判所もあり、ユージーンにも2つ目の裁判所がある。オレゴン州は連邦上訴裁判所の第9地区に所属している。その審判が開かれるのはポートランド中心街にあるパイオニア裁判所であり、ここは1869年に建設された国家歴史史跡である。

### 政治
| 年     | 共和党         | 民主党           |
| ------ | -------------- | ---------------- |
| 2008年 | 40.40% 738,475 | 56.75% 1,037,291 |
| 2004年 | 47.19% 866,831 | 51.35% 943,163   |
| 2000年 | 46.46% 713,577 | 47.01% 720,342   |
| 1996年 | 39.06% 538,152 | 47.15% 649,641   |
| 1992年 | 32.53% 475,757 | 42.48% 621,314   |
| 1988年 | 46.61% 560,126 | 51.28% 616,206   |
| 1984年 | 55.91% 685,700 | 43.74% 536,479   |
| 1980年 | 48.33% 571,044 | 38.67% 456,890   |
| 1976年 | 47.78% 492,120 | 47.62% 490,407   |
| 1972年 | 52.45% 486,686 | 42.33% 392,760   |
| 1968年 | 49.83% 408,433 | 43.78% 358,866   |
| 1964年 | 35.96% 282,779 | 63.72% 501,017   |
| 1960年 | 52.56% 408,060 | 47.32% 367,402   |
| 1956年 | 55.25% 406,393 | 44.75% 329,204   |
| 1952年 | 60.54% 420,815 | 38.93% 270,579   |

オレゴン州は政治的にカスケード山脈で分かれ、西部はリベラルで東部は保守的と考えられている。2004年アメリカ合衆国大統領選挙を政治分析家が2008年に分析した結果では、リッカート尺度で最もリベラルと最も保守的な有権者が居り、合衆国の中でも最も政治的に両極化した州となった。
オレゴン州史の中では革新の時代にウィリアム・S・ユーレンとその直接政治同盟の努力によって多くの選挙制度改革を採用してきた。その指導の下に、市民が提案法あるいは州憲法への改定案を提案あるいは承認するために発議権や住民投票を創設した1902年の住民投票案件を圧倒的多数で承認した。このような仕組みを採用したことではオレゴン州が最初の州になった。今日、約半数の州がこれに倣っている。
その後、1904年に政党候補者を選ぶ予備選挙が導入され、1908年には州憲法に公職のリコールを含む修正が施された。最近の修正では、国内初の医師による自殺幇助法がある。これは尊厳死法と呼ばれ、2005年にブッシュ政権から異議申し立てを受けたが、アメリカ合衆国最高裁判所の審問で却下された。その他薬用大麻の合法化、および国内でも最強の反都市空洞化と環境保護法の修正が行われた。2004年のメジャー37は土地使用法に対する反動を反映している。しかし、2007年に行われた住民投票でメジャー37の多くの条項が削除された。
1902年以降に行われた住民投票では、発議権288のうち99件、住民投票61件のうち25件が成立したが、その全てが裁判所での異議申し立てに成功したわけではなかった。これと同じ期間に議会は363の提案を行い、そのうち206件が成立した。
オレゴン州は不在者投票を採用したことでも国内の先駆けであり、1981年にオレゴン州議会で実験的に承認され、1988年の住民投票では全郡が郵送投票を行うことを義務化した。郵送投票が唯一の投票手段であるのはオレゴン州のみである。
1994年にジョン・キッツハーバー知事の指導で、オレゴン・ヘルスプランと呼ばれる有効的な健康管理プログラムを採用したことでも最初の州になった。このことで民間の健康保険が無い市民でもその大半が医療を受けられるようになった。
大統領選挙の選挙人は7人が割り当てられている。オレゴン州は過去6回の大統領選挙で民主党候補を選んでいる。2008年の場合、バラク・オバマは投票総数の56%以上を獲得し、16%の差を付けた。
2020年の一般選挙で、オレゴン州の有権者は、ストリートドラッグと呼ばれるコカインやヘロインなどのハードドラッグを含む、多くの薬物の少量の所持を非犯罪化する法案(第110法案）を可決した。同じ選挙で別の法案、シロシビンマッシュルームサービスプログラム（第109法案）も可決。多くの少量ドラッグ非犯罪化も、シロシビンマッシュルーム合法化も、全米で初めて州レベルで可決した州となった。

## 人口動態

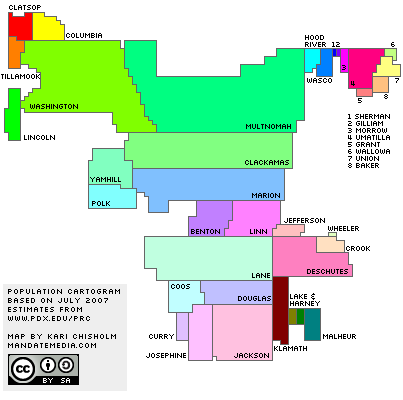
郡人口統計

2020年国勢調査時点でのオレゴン州の人口は4,237,256人で、2010年と比較すると406,182人、10.60%増加した。人口密度は17.0人/km2である。
人種
この州の人種的な構成は次の通りである。ヒスパニック以外の数値はヒスパニック系を含まないものである。
- 78.5% 白人
- 11.7% ヒスパニック
- 1.7% 黒人
- 3.6% アジア人
- 1.1% インディアン
- 0.3% 太平洋諸島系
- 0.1% その他の人種
- 2.9% 混血

オレゴン州の人口の22.6%が18未満、77.4%は18歳以上である。
オレゴン州の人口重心はリン郡のライアンズにある。州人口の57%以上がポートランド都市圏に住んでいる。
2004年現在、オレゴン州人口には309,700人の外国生まれ (州人口の8.7%)が含まれる。

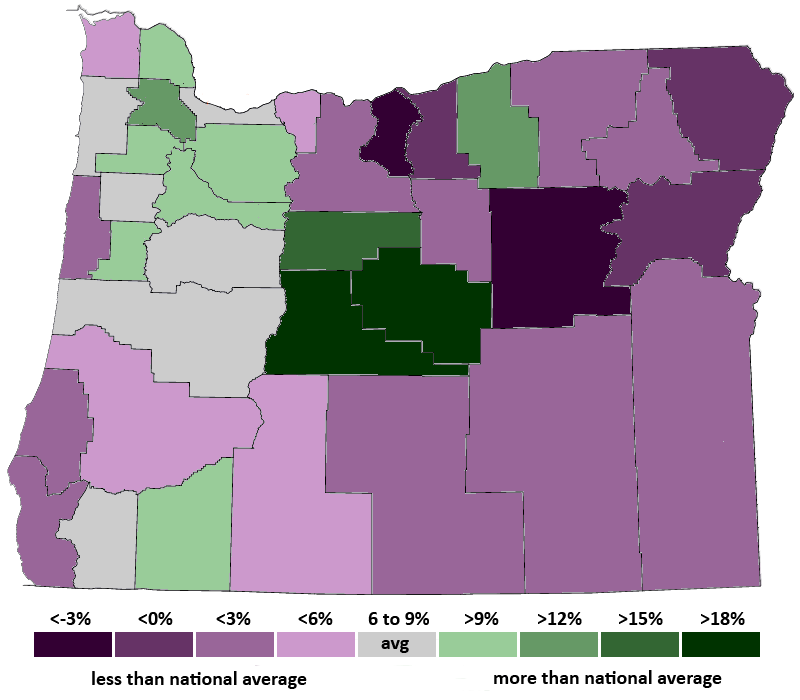
郡別の人口成長率、2000年–2007年。緑色の郡は全国平均を上回っている。紫色に塗った郡はそれより少なく、減少している郡もある

オレゴン州の人口を先祖で分類すると以下のようになる
- 22.5% ドイツ系アメリカ人
- 14.0% イングランド系アメリカ人
- 13.2% アイルランド系アメリカ人
- 8.4% スカンディナヴィア系アメリカ人:(1.2% デンマーク系アメリカ人、3.1% スウェーデン系アメリカ人、4.1% ノルウェー系)
- 5.0% アメリカ人
- 3.9% フランス系アメリカ人
- 3.7% イタリア系アメリカ人
- 3.6% スコットランド系アメリカ人
- 2.7% スコットランド・アイルランド系アメリカ人
- 2.6% オランダ系アメリカ人
- 1.9% ポーランド系アメリカ人
- 1.4% ロシア系アメリカ人
- 1.1% ウェールズ系アメリカ人

州人口の約62%が全てまたは部分的にイングランド、ウェールズ、アイルランドあるいはスコットランド系となる。州内の郡の大半は主に北西ヨーロッパの出身者が住んでいる。マルヒュア郡とジェファーソン郡にはメキシコ系アメリカ人が集中している。

### 将来予測
アメリカ合衆国国勢調査局による将来予測では、オレゴン州人口は2030年までに4,833,918人に増加する。2000年と比べて41.3%の増加である。州独自の予測では2040年に5,425,408人となるとされている。

### 宗教
オレゴン州の人々の宗教別人口構成は次のようになっている。
- キリスト教 – 67%
  - プロテスタント – 47%
    - 福音主義派 - 30%
    - メインライン - 16%
    - その他のプロテスタント - 1%

  - ローマ・カトリック – 14%
  - モルモン教 – 5%
  - 他のキリスト教 – 1%
- 無宗教 – 27%
- 仏教 - 2%
- ユダヤ教 - 1%
- イスラム教 - 1%
- 他の宗教 – 2%

2000年時点で最大の会派は信徒数348,239人のローマ・カトリックである。末日聖徒イエス・キリスト教会は104,312人、アッセンブリーズ・オブ・ゴッドは49,357人だった。
2009年のギャラップ調査で、オレゴン州人口の69%はキリスト教徒と自称した。残りの中で最大は無宗教である。2008年のアメリカ宗派別調査ではネバダ州と並んで無宗教の人口比率が24%と最大の州になった。
1990年代の大半で、キリスト教徒の保守的なグループがオレゴン市民同盟を設立し、公立学校で「ゲイに対する気配り訓練」を行うことと同性のカップルに法的恩恵を与えることを阻止する法案を通そうとしたが失敗した。
州内にはアメリカ合衆国では最大のロシア人のオールドビリーバーのコミュニティがある。北西部チベット文化協会がポートランドに本部を置き、ニューエイジの映画『What the Bleep Do We Know!?』はポートランドで撮影され、封切られた。イスラム教徒は6,000ないし10,000人がいると推計されている。

## インディアン部族

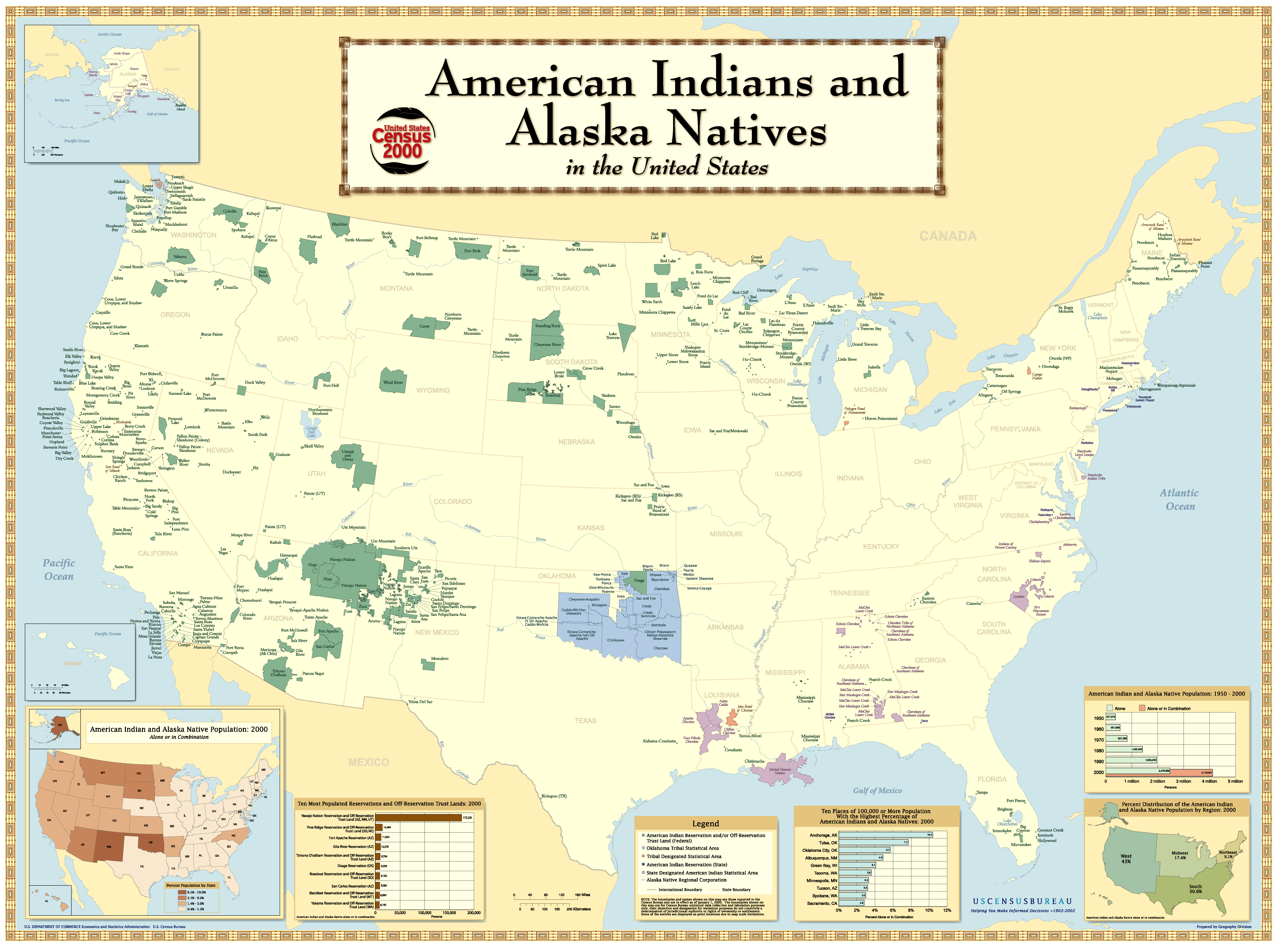
オレゴン州のインディアン保留地

アハンチュユク族、アルシー族、アトファラチ族、カラプーヤ族、バンノック族、カイユース族、チャスタコスタ族、チェラメラ族、チェペナファ族、チェトコ族、クラッカマス族、クラチュカニー族、クラトソプ族、クロウウェワラ族、ダクベテデ族、ハニス族、クラマス族、クイッチュ族、ラトガワ族、ロヒム族、ルキアミュート族、ミルーク族、ミシキュメチュンネ族、モードック族、モララ族、マルトモナー族、ナルチュンネチュンネ族、ネ・ペルセ族、サンチーム族、北パイユート族、シャスタ族、シレツ族、シウスロー族、スキルート族、タケルマ族、タルツシュツンツデ族、テニノ族、チラムーク族、ツツトニ族、タイー族、ウンプクア族、ユーマティラ族ワラワラ族、ワルパピ族、ワスコ族、ワトララ族、ヤフスキン族、ヤメル族、ヤクイナ族、ヨンカラ族といったインディアン部族が先住する。ほとんどがロウグ川などの沿岸に住み、鮭漁を中心とする漁猟民である。
アメリカ連邦政府が1850年代以降に、数部族をまとめて一つの保留地（Reservation）に押し込む、という民族浄化施政を行い、「インディアン戦争」を引き起こしている。
なかでも「モードック戦争」は、強制移住を拒否して溶岩地帯に立て篭もったモードック族戦士がエドワード・キャンビー将軍を射殺し、インディアンと白人の戦いの中で白人の将軍職が殉職した、アメリカ史上最初で最後の戦いとなった。戦いを率いたモードック族のキエントプース（キャプテン・ジャック）は縛り首にされ、その遺体は防腐処置を施されて、東部でたったの10セントで見世物にされた。
4つの部族が連邦政府から「絶滅部族」として部族認定を取り消されて保留地を没収され、再認定を巡って係争中である。
≪アメリカ連邦政府が公式認定しているインディアン部族≫
| - 「グランド・ロンド部族会議」 - 「シャスタ族」 - 「カラプヤ族」 - 「モララ族」 - 「ローグリバー族」 - 「ラトガワ族」 - 「タケルマ族」 - 「シャスタ族」 - 「コクウィル族」 - 「ウンプクア族」 - 「ウォーム・スプリング保留地部族連合」 - 「ウォーム・スプリング・インディアン」 - 「北部パイユート族」 - 「ワスコ族」 | - 「クラマス連合」 - 「クラマス族」 - 「モードック族」 - 「スネークインディアン（ショーショーニー族）ヤフースキン・バンド」 - 「チロクイン族」 - 「クラトソップ・ネハレム部族連合」 - 「シレツ族」 - 「クース・ローワー・ウンプクア族＆シウスロー族連合」 - 「バーンズ・パイユート族」 - 「ユーマティラ・インディアン保留地部族連合」 - 「カイユース族」 - 「ユーマティラ族」 - 「ワラワラ族」 - 「コクゥイル族北部バンド」 - 「ウンプクア族・牝牛の渓流バンド」 |

≪アメリカ連邦政府が公式認定していないインディアン部族≫
- 「トロワ・ツツトニ族」
- 「南東チェロキー族連合・南西チェロキー狼の氏族」

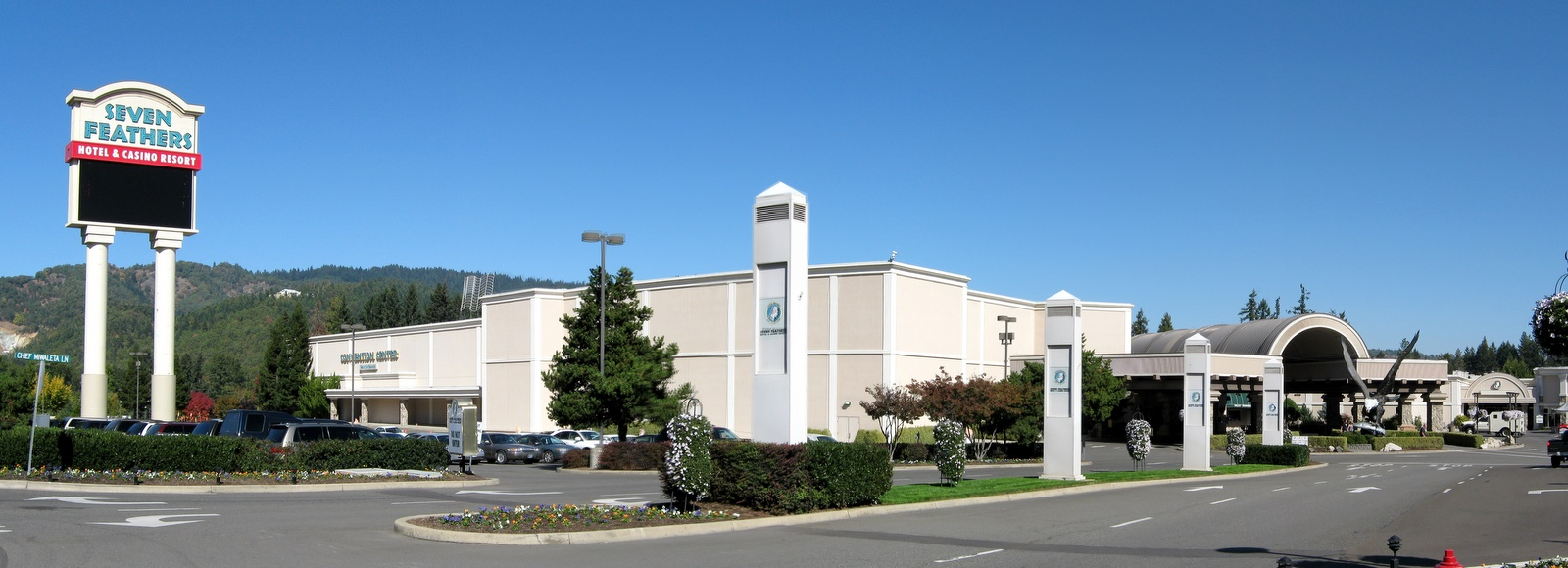
「七枚の羽根のホテル&カジノリゾート」

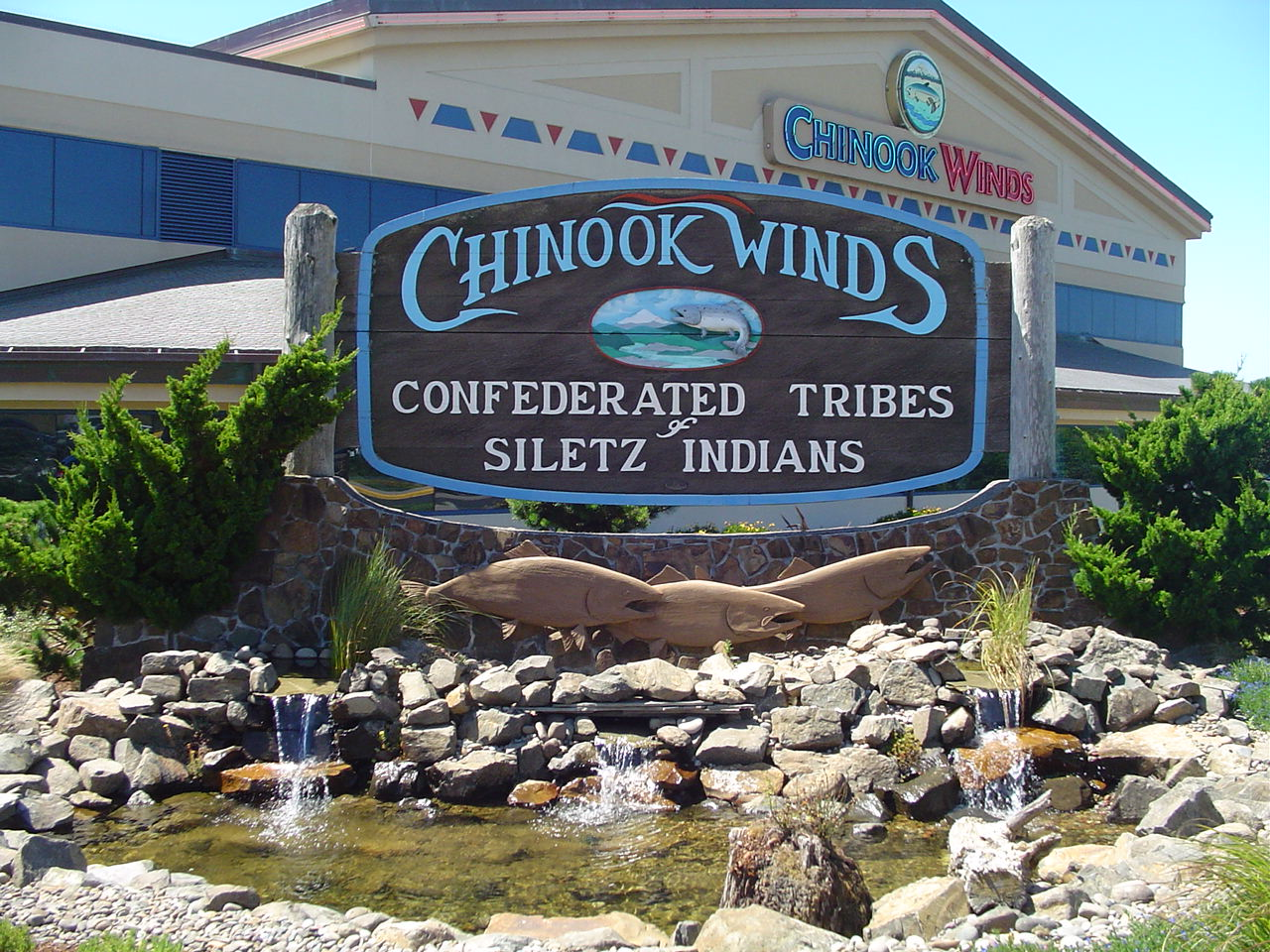
「チヌーク風のカジノ&協議会センター」

- 「チェトコ族」
- 「チヌーク族

### インディアン・カジノ
オレゴン州の「インディアン・カジノ」は、現在のところ以下の9つ。今後さらに増える見込みである。
- 「コクウィル族」
  - 「ザ・ミル・カジノ&ホテル」
- 「ウンプクア族・牝牛の渓流バンド」
  - 「七枚の羽根のホテル&カジノリゾート」
- 「バーンズ・パイユート族」
  - 「古い野営のカジノ」
- 「ウォーム・スプリング保留地部族連合」
  - 「カー＝ネー＝タ高地沙漠のリゾート&カジノ」
- 「クラマス族」
  - 「クラ＝モ＝ヤ・カジノ」
- 「クース・ローワー・ウンプクア族＆シウスロー族連合」
  - 「三つの川のカジノ&リゾート」
- 「シレツ・インディアン部族連合」
  - 「チヌーク風のカジノ&協議会センター」
- 「グランド・ロンド部族会議」
  - 「精霊の山のカジノ」
- 「ユーマティラ・インディアン保留地部族連合」
  - 「野生馬のリゾート&カジノ」

## 経済

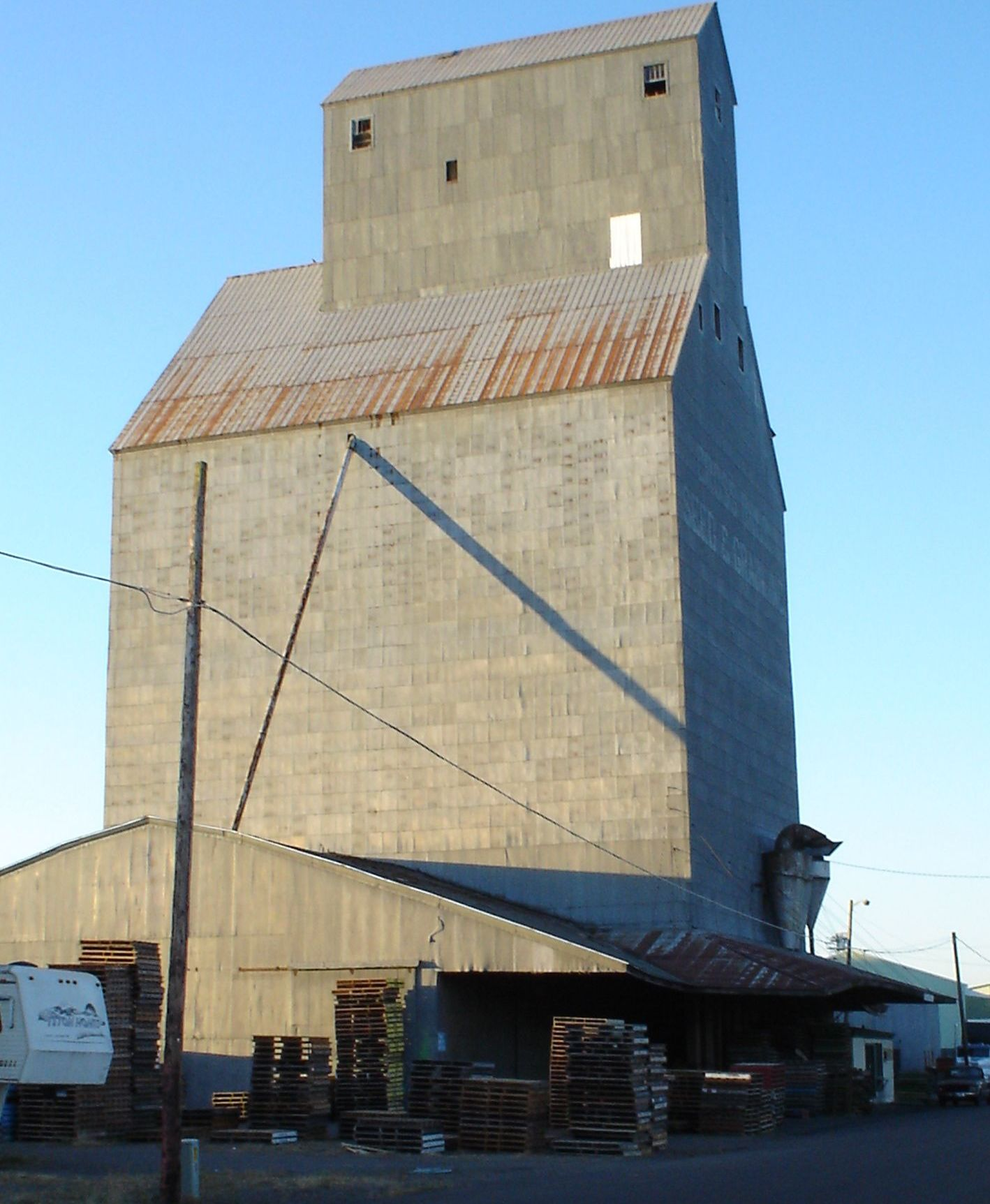
ハルゼーの穀物エレベーター、州内最大の生産量を誇る草の種を貯蔵している

オレゴン州の州内総生産は2008年時点で1,616億ドルであり、アメリカ合衆国の州では第26位となった。同年の一人あたり収入は38,801ドルである。ウィラメットバレーの土地はミズーラ洪水でモンタナ州西部のミズーラ氷湖から運ばれた堆積物によって肥沃になった。
ヘーゼルナッツの生産では世界の4大生産地域の1つであり、国内の95%を生産している。ワインの生産は禁酒法時代以前に遡り、1970年代には重要な産業になった。2005年には303か所のワイン醸造所があり、その数では国内第3位である。フランスのアルザスやブルゴーニュ地方に気候や土壌が似ていることから、同じような品種のブドウが栽培されている。
南部海岸地域ではクランベリーが栽培され、その生産高は国内の7%である。州内農製品の中では23位になっている。2006年から2008年に毎年4,000ないし4,900万ポンド (18,000 - 22.000トン）のベリーを生産した。クランベリーの栽培には、海岸都市バンドンを中心にクーズ郡南部とカリー郡北部の土地約27,000エーカー (108 km2) が使われている。
州北東部の特にペンドルトン周辺では、水生と陸生の小麦が育てられている。酪農では牛、羊、酪製品、卵、鶏肉が生産されている。
広大な森林があることで国内最大級の製材業と林業があるが、山火事、過伐採、および連邦政府所有森林の管理に関する訴訟のために、生産量が落ちてきた。オレゴン森林資源大学に拠れば、1989年から2001年の間に連邦政府所有森林から切り出された木材は43億3,300万ボードフィート (10,000,000 m3) から1億7,300万ボードフィート (408,000 m3) と96%も減少した。ただし私有林の収穫量は比較的一定である。
近年に紙や建材といった最終製品に移行してきたとしても、州内製材業の衰退を食い止めることはできなかった。その結果として2002年1月にポートランドに本拠を置くウィラメット・インダストリーズがウェアーハウザーに買収され、ルイジアナ・パシフィック社の本社がポートランドからテネシー州ナッシュビルに移転し、ギルクリストのような元の製材企業城下町が衰退した。このような変化にも拘わらず、オレゴン州は軟材の生産高では2001年時点で60億5,600万ボードフィート(14,000,000 m3) と国内最大である。2位はワシントン州の42億5,700万ボードフィート(10,050,000 m3)、以下カリフォルニア州、ジョージア州、ミシシッピ州と続いている。林業と製材産業の停滞によって田園部の失業率を増加させた。

### 主な会社など
オレゴン州に本拠地のある企業には右表のようなものがある。
| 会社名                                      | 本社の位置       | 時価総額（100万ドル） |
| ------------------------------------------- | ---------------- | --------------------- |
| 1. ナイキ                                   | ビーバートン近く | $32,039               |
| 2. プレシジョン・キャストパーツ             | ポートランド     | $16,158               |
| 3. FLIRシステムズ                           | ウィルソンビル   | $4,250                |
| 4. スタンコープ・ファイナンシャル・グループ | ポートランド     | $2,495                |
| 5. シュニッツァー製鋼                       | ポートランド     | $1,974                |
| 6. ポートランド・ゼネラルエレクトリック     | ポートランド     | $1,737                |
| 7. コロンビア・スポーツウェア               | ビーバートン近く | $1,593                |
| 8. ノースウェスト天然ガス                   | ポートランド     | $1,287                |
| 9. メンター・グラフィックス                 | ウィルソンビル   | $976                  |
| 10. トリクィント・セミコンダクター          | ヒルズボロ       | $938                  |

1970年代以降、ハイテク産業とサービス業が主要な雇用主になっている。テクトロニクスは1980年代後半まで州内最大の民間雇用主だった。ワシントン郡東部でインテルが幾つかの施設を建設し拡張したことで、テクトロニクスが始めた成長を引き継いだ。インテルは州内最大の営利民間企業であり、4つの施設を運営しており、ロンラーエーカーズ、ジョーンズファームおよびホーソーンファームは全てヒルズボロにある。インテルは2008年まで州内最大の雇用主だったが、その後は2009年1月から非営利のプロビデンス・ヘルス・アンド・サービスに入れ替わった。
テクトロニクスとインテルからのスピンオフや新規起業社がいわゆるシリコン・フォレストと呼ばれる地域を作ることになった。2001年の不況とインターネット・バブルの崩壊がこの地域を厳しく襲った。多くのハイテク企業が従業員を削減するか、事業を畳んだ。オープンソース・デベロプメント・ラブズ (Open Source Development Labs) がLinuxカーネルの開発者リーナス・トーバルズを2004年に雇用したときはニュースになった。バイオテクノロジーの巨大企業ジェネンテックがヒルズボロで土地を購入し、その生産能力を拡大した。オレゴンは安い労賃を活かし、州中部の気候から冷房費を減らせることもあって、大型のデータセンターが幾つかある。Googleはザ・ダルズにデータセンターを持ち、Facebook はプラインビルに建設している。Amazon.comはボードマンでデータセンター建設を再開した。
他の産業分野でも大企業がある。ナイキの世界本社がビーバートンの中にある。ナイキとビーバートン市の訴訟により、2040年まではビーバートン市の一部にナイキキャンパスが編入されないという判決がある。ナイキは住所としてはビーバートン市住所を持っているが、ビーバートン市内ではないので、市の税金や条例には関わっていない。幾つかのブランドでギフト用品を販売するハリー・アンド・デビッドがメドフォードにある。メドフォードにはまたフォーチュン1000に入っているリチアモーターズの国内本社がある。ポートランドには西部最大級の一般書出版社グラフィックアーツ・センター・パブリッシングや、大型トラックの製造会社フレイトライナー・トラックス、チェーンソー部品において世界的シェアを占めるオレゴン・ツールがある。
オレゴン州はサケの漁獲では世界最大級であるが、海洋漁業が増えて、川の漁業は減ってきた。観光業も強力な産業である。常緑の山岳森林、滝、クレーターレイク国立公園など原始のままの湖、および景観の良い海浜が一年中観光客を惹き付けている。アシュランドで開催されるオレゴン・シェイクスピア祭が観客を呼んでおり、州南部の景観美やアウトドア活動を引き立たせている。

オレゴン州は一人当たり地ビール醸造所の数で全国4位である

オレゴン州には多くのビール醸造所があり、ポートランドはその数で世界最大の都市である。
ポートランドにはラスベガスやサンフランシスコよりも一人当たりのストリップクラブの数が多いといわれている。
2011年4月時点でオレゴン州の失業率は9.5%である。

### 税金と予算
オレゴン州は州予算を2年ごとに作成しており、2007年の年間予算は424億ドルだった。これには一般資金、連邦資金、宝くじ資金などの資金が含まれている。個人の所得税が一般資金の88%になる。宝くじ資金は1984年に創設が認められて以来着実に増加しており、2007年には計画値を超えて6億400万ドルになった。
オレゴン州は消費税が無いことでは全米5州の1つである。有権者は常に消費税に反対して来ており、提案された9回の投票で悉く却下してきた。最新の提案は1993年にあったが、反対72%、賛成24%で却下された。
また法人税は年間最小10ドルであり、その総額が2005年から2007年の2年間予算では一般資金の5.6%になっている。どの事業が最小値を払っているかについては公開されていない。その結果、州はその歳入を資産税と所得税に頼っている。国内では所得税が高い方から5番目の州である。アメリカ合衆国国勢調査局に拠れば、2005年の1人当たり税額では50州の中で第41位になっている。平均税額Astruxh1,791.45ドルであり、他の9州より高いだけである。
幾つかの地方政府はサービスに消費税を課している。例えばアシュランド市は調理済み食材に5%の消費税を課している。
オレゴン州は歳入制限がある6州の1つである。「キッカー法」では、所得税が経済学者の予測を2%以上超過したとき、超過分は納税者に返却されることを規定している。この法を1979年に執行して以来。11回あった2年間予算のうち7回は返済が発生した。2000年の住民投票でキッカー法を州法から州憲法に転換し、その規定の幾つかを変更した。
国有林の伐採が1990年代に制限されたときに木材収入に代わって認められた郡政府への連邦資金は、数年間の中断の恐れがあった。この問題は基本的なサービスを提供することに対する支払に頼るようになっていた田園部の郡にとって、将来の収入に大きな関わりがある。
州政府の支出のうち、55%は公共教育に、23%は個人サービス（子供の保護、低所得者向け医療費補助、老人介護）に、17%は公共の安全に、5%がその他のサービスに遣われている。

## 教育

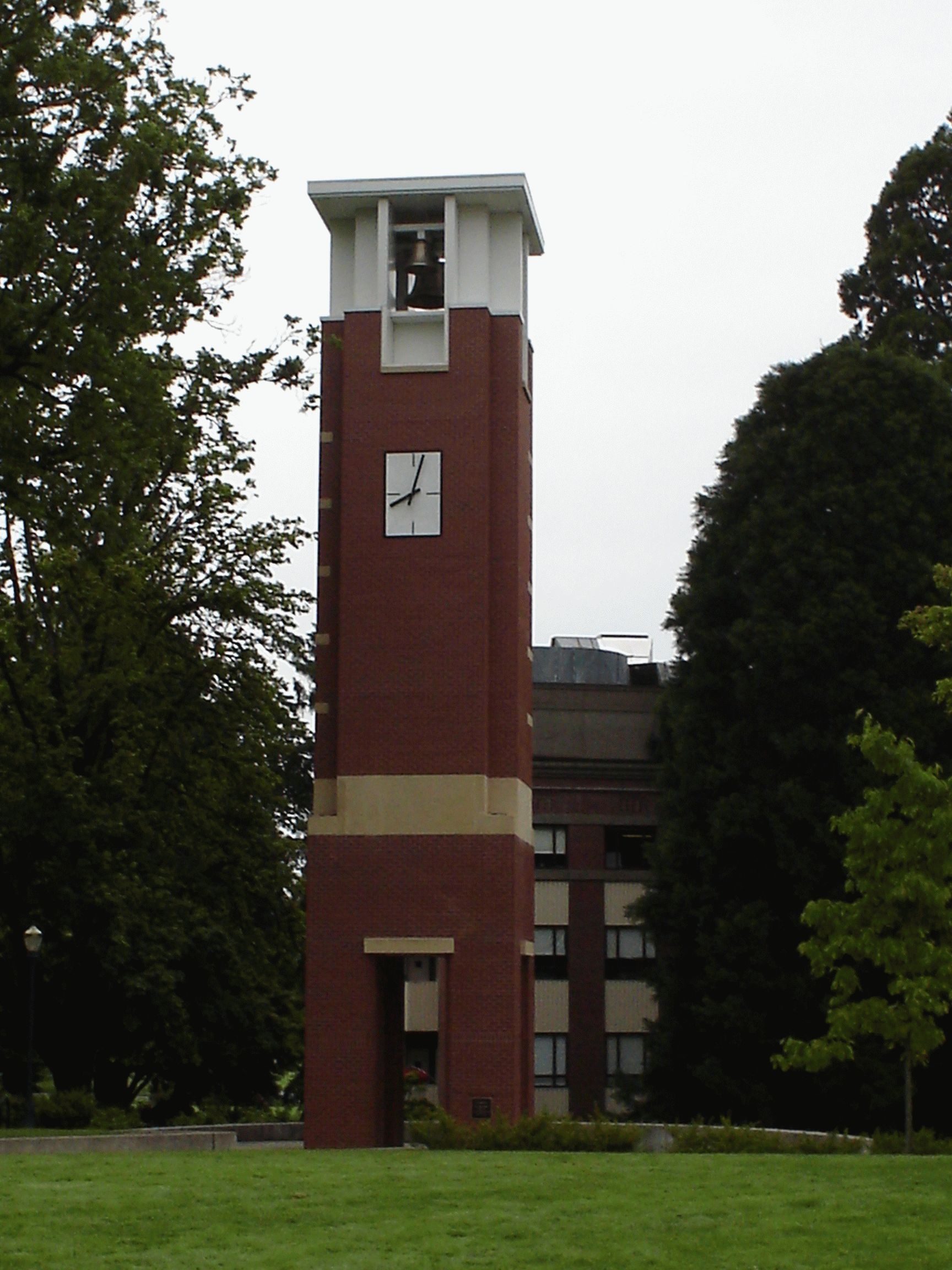
オレゴン州立大学の時計台

### 初等中等教育
2005年時点で州内の初等中等教育を受けている児童・生徒は559,215人居た。20の教育サービス地区が管轄する199の公立教育学区がある。2007年時点で大きな教育学区はポートランド公立教育学区（生徒数46,262人）、セイラム・カイザー教育学区（同40,106人）、ビーバートン教育学区（同37,821人）、ヒルズボロ教育学区（同20,401人）、ユージーン教育学区（同18,025人）である。

### 単科及び総合大学

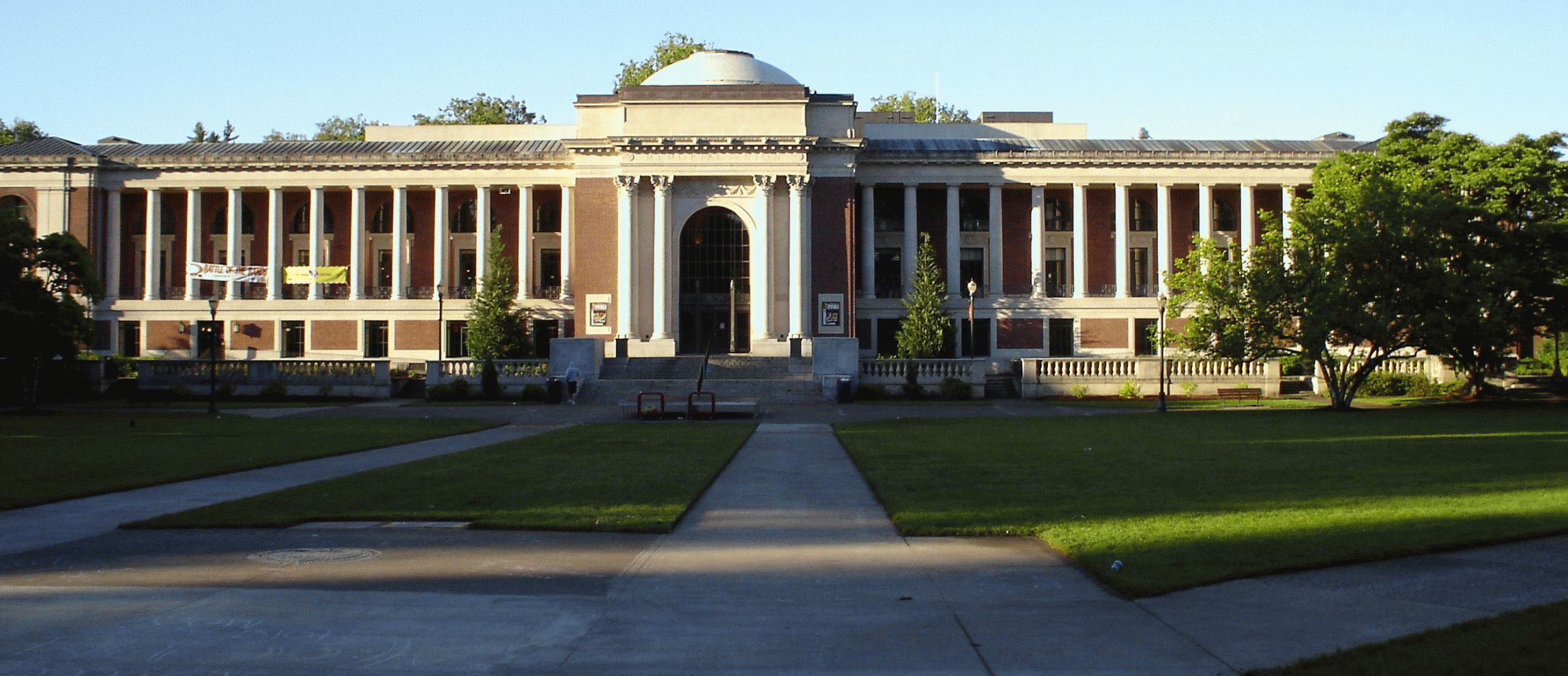
オレゴン州立大学のメモリアルユニオン

#### 公立大学
- オレゴン大学システムは2015年に解体された。

ユージーンに本部を置くオレゴン大学は、オレゴン州のリベラル・アーツ教育の旗艦校であり、「USニューズ&ワールド・レポート」誌が全国の大学評価リストに入れたオレゴン州では唯一の大学である。コーバリスに本部を置くオレゴン州立大学は科学、工学および農学では上位にランクされる研究開発型の旗艦校という特徴がある。この大学は学術的真価の世界的研究では高位にランクされる大学でもある。
また、モンマスに本部を置く西オレゴン大学、アシュランドに本部を置く南オレゴン大学、及びラ・グランデに本部を置く東オレゴン大学の3つの地域大学を有している。オレゴン州で最大の都市であるポートランドにはポートランド州立大学が都市大学として、オレゴン健康科学大学 (OHSU) が医学専門学校として存在し、クラマス・フォールズにはオレゴン工科大学がキャンパスを構えている。OHSU はオレゴン大学と共同で内科医教育を行っている。この大学はザ・メド・スクール100による調査でアメリカ合衆国医学校第2位にランクされた。この他ヒルズボロに科学・工学学校がある。
オレゴン州は歴史的に高等教育の財源確保に努めてきたが、現在のオレゴン州は5年以上前からの高等教育予算削減により、学生一人当たりに費やす教育予算ではアメリカ合衆国内で46番目に位置している。しかし、2007年議会は年3%と授業料値上げを強制し、オレゴン州立大学には州知事の要請以上に資金を割り当てた。
また州は17のコミュニティ・カレッジも支援している。

#### 私立大学
オレゴン州には多様な私立大学も存在している。カトリック系大学のポートランド大学やメリルハースト大学の他、リード・カレッジ、コンコーディア大学、ルイス・アンド・クラーク・カレッジ、マルトノマー・バイブル・カレッジ、ポートランド・バイブル・カレッジ、ワーナー・パシフィック大学、カスケード・カレッジ、ナショナル自然薬品カレッジおよび神学系大学院大学であるウェスタン・セミナリーもポートランドに本部を置く。パシフィック大学はポートランド郊外のフォレストグローブに本部を置いている。
ウィラメットバレー南部にも私立大学がある。マクミンビル市にはリンフィールド・カレッジ、その近くのニューバーグ市にジョージフォックス大学が存在する。州都セイラム市にはウィラメット大学（オレゴン州が暫定政府の時代に設立された州内最古の大学）及びコーバン大学の2つの私立大学が本部を置く。セイラムの近くにはアメリカ最大級のローマ・カトリック系神学校であるマウントエンジェル・セミナリーがある。ユージーン市にはオレゴン大学の他にもノースウェスト・クリスチャン大学、ユージーン・バイブル・カレッジおよびグーテンベルグ・カレッジのキャンパスが置かれている。

## 芸術・文化

### 映画・テレビ
オレゴン州では多くの映画が撮影されている。例えば1975年の『オレゴン魂』、1978年の『アニマル・ハウス』、1985年の『グーニーズ』（オレゴン北西部の海沿いの町アストリアを舞台）、1986年の『スタンド・バイ・ミー』（ユージーン近郊ブラウンズビルで撮影）、1990年の『キンダガートン・コップ』、1994年の『激流』、2003年の『ハンテッド』、2008年の『ウェンディ&ルーシー』などである。オレゴン生まれで漫画『ザ・シンプソンズ』を制作したマット・グレイニングは、その中で生まれ故郷のポートランドについて何度も言及している。フジテレビジョンのテレビドラマ『オレゴンから愛』の舞台になったことでも知られている。
2008年後半のテレビ番組『MAN vs. WILD』では、ヘルズ・キャニオンとオレゴンの悪地が舞台になった。

### スポーツ

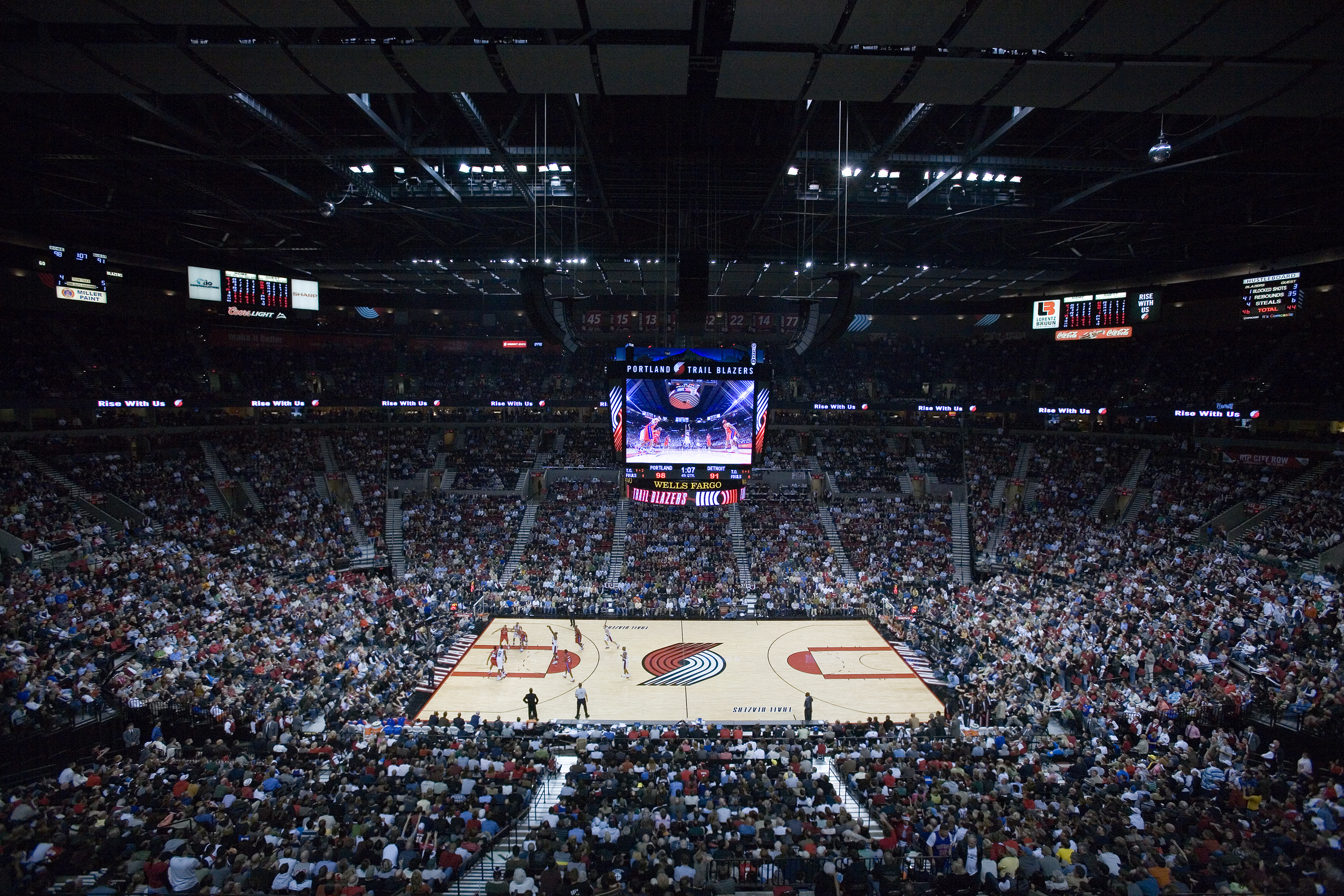
ポートランド・トレイルブレイザーズの試合が行われているローズ・ガーデン・アリーナ

オレゴン州には何れもポートランドを本拠にする2つのプロスポーツチームがある。NBAのポートランド・トレイルブレイザーズとメジャーリーグサッカーのポートランド・ティンバーズである。
2011年まではポートランド・トレイルブレイザーズが唯一のプロスポーツチームだった。1970年代から1990年代までトレイルブレイザーズはNBAで勝敗でも観客動員数でも好成績を残した。21世紀初頭に人事や財政の問題で人気が凋落したが、問題のある選手が去り、ブランドン・ロイ、ラマーカス・オルドリッジおよびグレッグ・オデンのような新人を獲得して再生された。
トレイルブレイザーズはポートランドのロイド地区にあるローズ・ガーデン・アリーナで試合を行っており、ここはジュニアのウェスタン・ホッケーリーグに属するポートランド・ウィンターホークスの本拠地でもある。
ティンバーズはポートランド中心街の直ぐに西にあるジェルド・ウェン・フィールドで試合を行っている。ティンバーズはこの多目的スタジアムを2010年秋にフットボールのみの構造に変え、観客席数も増やした。2009年3月にティンバーズは2011年からメジャーリーグサッカーでプレイすると宣言した。
ポートランドには過去にマイナーリーグ野球チームがあった。ポートランド・ビーバーズやポートランド・ロッキーズなどであり、PGEパークで試合を行っていた。またメジャーリーグベースボールのチームの誘致にも動いている。
ユージーンとセイラムにもマイナーリーグ野球チームがある。ユージーン・エメラルズとセイラム・カイザー・ボルケーノズはAクラスのノースウェストリーグに加盟している。新生間もないインターナショナル・バスケットボール・リーグにも4つのチームが加盟している。ポートランド・チヌークス、セントラルオレゴン・ホットショッツ、セイラム・スタンピードおよびユージーン・シャージャーズである。

### オレゴン州出身の有名人
- アラン・エンブリー - 野球選手
- リリー・カーター - ポルノ女優
- イモージン・カニンガム - 写真家
- デーブ・キングマン - 野球選手
- トーニャ・ハーディング - フィギュアスケート選手、プロボクサー、総合格闘家
- ジャスティン・ハーバート - アメリカンフットボール選手
- デール・マーフィー - 野球選手
- ジョン・リード - ジャーナリスト・活動家
- アシュトン・イートン - 陸上競技選手、七種競技・十種競技世界記録保持者

### 交通
- 主要な州間高速道路は 州間高速道路5号線と州間高速道路84号線である。
- ポートランド国際空港 (PDX)
- MAXライトレール
- アムトラック
  - コースト・スターライト ： シアトル - ポートランド - ユージーン - ロサンゼルスを結ぶ長距離夜行列車
  - アムトラック・カスケーズ ： バンクーバー（カナダ） - シアトル - ポートランド - ユージーン間を走る昼行列車

### 観光
- オレゴン・ヴォーテックス

### 州の象徴など
- 州の鳥 - ニシマキバドリ
- 州の木 - ベイマツ
- 州の愛称 - ビーバーの州

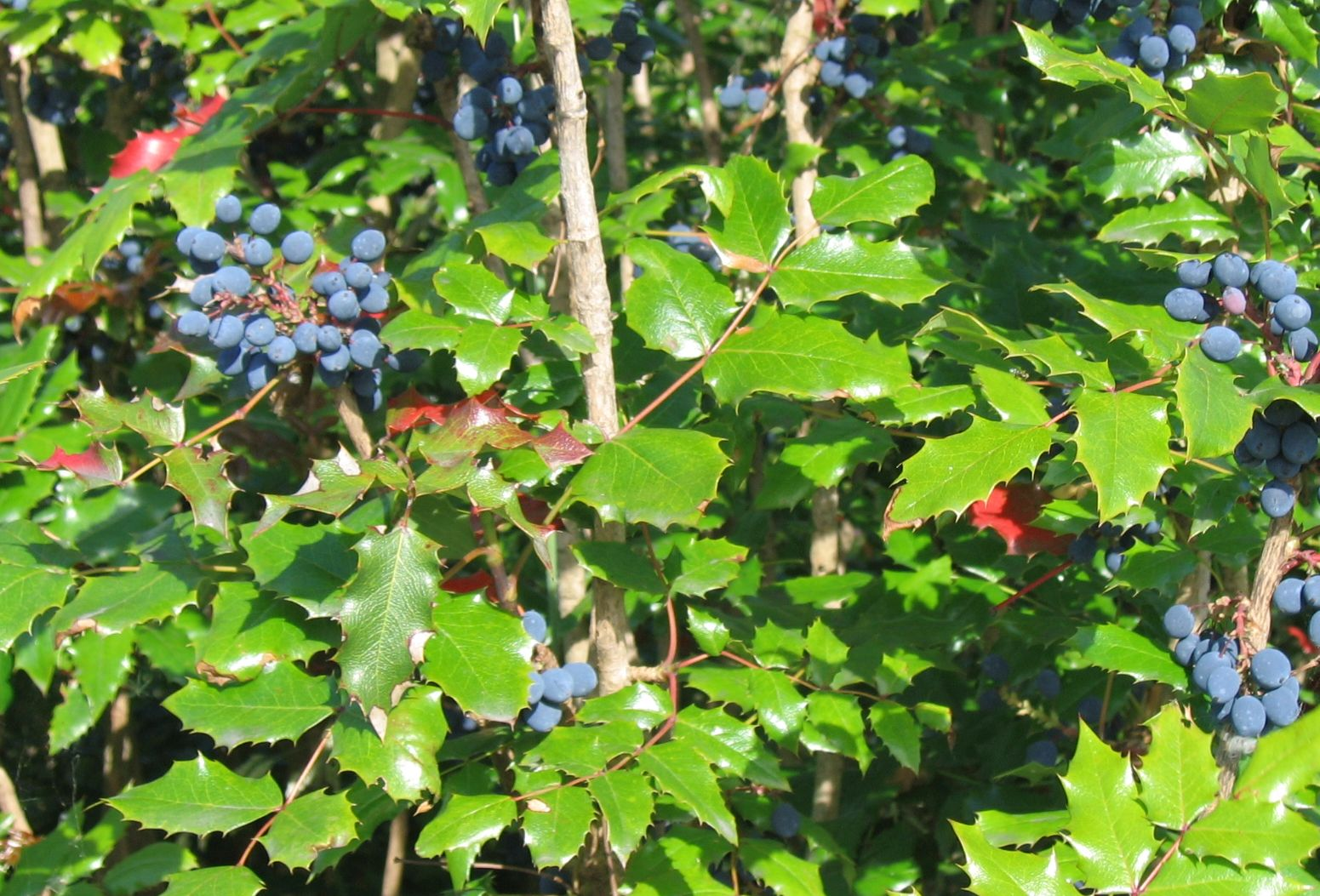
オレゴン州の花、Oregon-grape。

- 州のモットー - Alis volat propriis（彼女は自分の羽で飛ぶ）

## 国際関係

### 姉妹自治体
- 中華人民共和国福建省 - 1984年[80]
- 中華民国台湾省 - 1985年[80]
- 富山県 - （オレゴン州）、1991年[80]
- 大韓民国 全羅南道 - 1996年[80]
- イラク共和国 クルディスタン地域 - 2005年[81]

### 日本の姉妹都市
- （日本） - （州内）、年

- 富山県 - （オレゴン州）、1991年[80]
- 北海道札幌市） - （ポートランド市）1959年
- 北海道江別市） - （グレシャム市）
- 北海道紋別市） - （ニューポート市）
- 北海道積丹町） - （シーサイド市）
- 北海道栗沢町） - （キャンピー）
- 青森県岩木町） - （ミルウォーキー市）
- 青森県鶴田町） - （フッドリバー市）
- 福島県喜多方市） - （ウィルソンビル市）
- 埼玉県川越市） - （セーラム市）
- 埼玉県吉川市） - （レイクオスウィーゴ市）
- 埼玉県菖蒲町） - （ローズバーグ市）
- 千葉県銚子市） - （クースベイ市）
- 富山県入善町） - （フォレストグローブ市）
- 長野県東御市） - （マドラス市）
- 長野県立科町） - （オレゴンシティ市）
- 岐阜県山県市） - （フローレンス市）
- 静岡県掛川市） - （ユージーン市）
- 静岡県御殿場市） - （ビーバートン市）
- 静岡県袋井市） - （ヒルズボロ市）
- 愛知県豊田市） - （旧藤岡町とベンド市）, 1993年 (1976)
- 大阪府大阪狭山市） - （オンタリオ市）
- 兵庫県朝来市） - （旧和田山町とニューバーグ市）
- 岡山県笠岡市） - （アストリア市）
- 徳島県三好市） - （ザ・ダルズ市）